# Sowjetunion
Die Sowjetunion (kurz SU, russisch Советский Союз Sowetski Sojus; vollständige amtliche Bezeichnung: Union der Sozialistischen Sowjetrepubliken, kurz UdSSR, russisch Союз Советских Социалистических Республик (СССР)ⓘ Sojus Sowetskich Sozialistitscheskich Respublik (SSSR), IPA: [sɐˈjus sɐˈvjet͡skjɪx sət͡sɨəljɪˈsjtjit͡ɕɪskjɪx rjɪˈspubljɪk]) war ein von der Kommunistischen Partei der Sowjetunion (KPdSU) zentralistisch regierter, föderativer Vielvölker- und Einparteienstaat, dessen Territorium sich über Osteuropa und den Kaukasus bis nach Zentral- und über das gesamte Nordasien erstreckte. Sie wurde am 30. Dezember 1922 durch die Bolschewiki gegründet und durch die Alma-Ata-Deklaration am 21. Dezember 1991 als Union, bestehend aus 15 Unionsrepubliken, aufgelöst. Mehrere Regionen der Sowjetunion boykottierten das zur Auflösung führende Referendum. Die völkerrechtlichen Rechte und Pflichten in internationalen Organisationen werden seitdem von der Russischen Föderation wahrgenommen.
Etwa 78 % der Fläche (1990) bestand aus der Russischen Sowjetrepublik (RSFSR), die im Zuge der Oktoberrevolution am 7. November 1917 aus dem Kern des Zarenreiches hervorgegangen war und auf welche als unabhängige Russische Föderation nach der Auflösung der Union deren „Verbindungsfaden mit der Außenwelt übergegangen ist“. Die RSFSR hatte zuvor – anders als die übrigen ehemaligen Sowjetrepubliken – ihrerseits keine Unabhängigkeitserklärung abgegeben, was nicht mit der „Deklaration der staatlichen Souveränität“ der Russischen Föderation vom 12. Juni 1990, der heute als „Tag Russlands“ gefeiert wird, zu verwechseln ist.
Wegen der Dominanz der Russischen Sowjetrepublik wurde die Sowjetunion in den westlichen Ländern sprachlich oft unzutreffend bzw. als rhetorische Figur des pars pro toto vereinfacht mit dem historischen Russland vor 1917 gleichgesetzt oder auch als sogenanntes Sowjetrussland bezeichnet. Die Sowjetbürger wurden verallgemeinernd fälschlich als „Russen“ bezeichnet.

## Ländername
Offiziell verpflichtete das Land sich dem Internationalismus, daher bestand kein Name mit einer individuellen Zugehörigkeit zu einer Ethnie oder Ortsnamen. Der Name Sowjet leitet sich aus dem russischen Wort für „Rat“ Совет [sɐˈvʲet] her – die Gesamtbezeichnung würde somit direkt als „Union der Sozialistischen Räterepubliken“ übersetzt werden. Mit Ausnahme von Aserbaidschan, Usbekistan, Moldawien, Kirgisistan und Turkmenien verwendeten die übrigen Republiken nicht den russischen Ausdruck „Sowjet“, sondern die entsprechende volkssprachliche Übersetzung.

## Geographie

### Ausdehnung und Grenzen
Ihre größte Ausdehnung, welche sie bis zur Unabhängigkeit Litauens am 11. März 1990 behielt, erlangte die Union im Verlauf des Zweiten Weltkrieges mit der Einverleibung der baltischen Länder (Estland, Lettland, Litauen), Tuwas, des nördlichen Teils Ostpreußens sowie finnischer, polnischer, rumänischer (Bessarabien, Nordbukowina), tschechoslowakischer und japanischer Gebiete. Die Sowjetunion war damit (abgesehen vom Russischen Reich vor 1917, zu dem auch Finnland, Teile Polens, die Nordost-Türkei und bis 1867 Alaska gehörten) in der jüngeren Geschichte der Menschheit der Staat mit dem größten zusammenhängenden Hoheitsgebiet. Sie gehörte zu den größten Herrschaftsräumen der Geschichte.
Die Sowjetunion grenzte nach 1945:
- im Westen an
  - Rumänien (1208 Kilometer),
  - Ungarn (103 Kilometer),
  - die Tschechoslowakei (97 Kilometer),
  - Polen (1258 Kilometer),
  - die Ostsee,
  - Finnland (1340 Kilometer) und
  - Norwegen (196 Kilometer);
- im Norden an
  - die Barentssee,
  - die Karasee,
  - die Laptewsee,
  - die Ostsibirische See sowie an
  - die Tschuktschensee;
- im Osten an
  - das Beringmeer,
  - den Pazifischen Ozean,
  - das Ochotskische Meer sowie an
  - das Japanische Meer;
- im Süden an
  - Nordkorea (19 Kilometer),
  - die Volksrepublik China (6513 Kilometer),
  - die Mongolei (3485 Kilometer),
  - Afghanistan (2264 Kilometer),
  - den Iran (2013 Kilometer),
  - die Türkei (529 Kilometer) und
  - das Schwarze Meer.

Die UdSSR hatte zusammen eine Landesgrenze von insgesamt 19.025 Kilometern Länge und damit etwa 1000 Kilometer weniger als das deutlich kleinere Russland 2008.
Das Territorium der UdSSR umfasste mit 22,4 Millionen Quadratkilometern fast ein Siebtel des Festlandes der Erde. In West-Ost-Richtung erstreckte es sich vom Schwarzen Meer und der Ostsee bis zum Pazifischen Ozean über fast 10.000 Kilometer. Von Norden nach Süden hatte es eine Ausdehnung von fast 5000 Kilometern. Die Sowjetunion berührte 11 der 24 Zeitzonen der Erde.

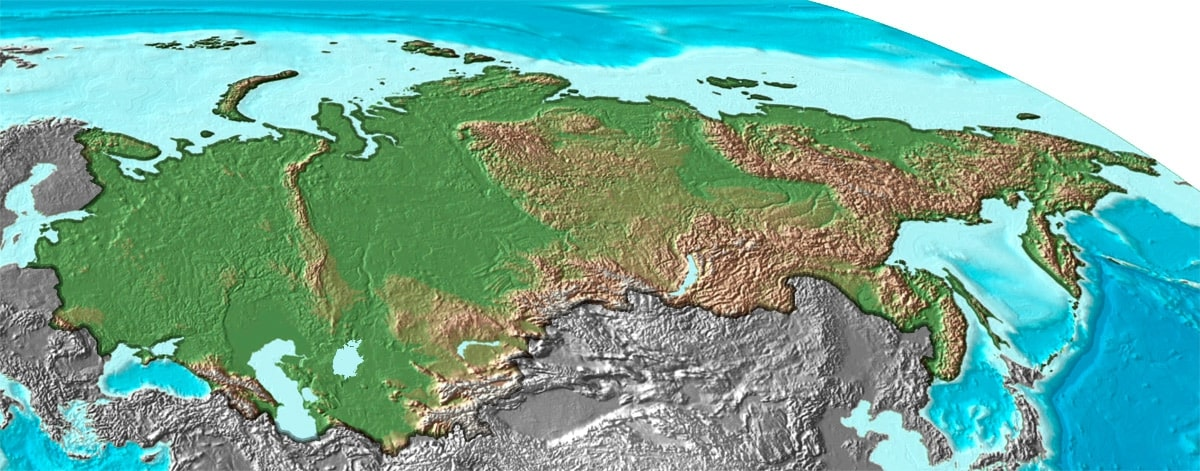
Physische Karte der Sowjetunion

Auf ihrem Territorium verfügte die Sowjetunion über Kohle und Eisenerz als mineralische Rohstoffe, Erdöl und Erdgas als Energieträger und Rohstoffe der petrochemischen Industrie, Bunt- und Edelmetalle, Wasserkraft und landwirtschaftlich nutzbare Böden, darunter fruchtbare Schwarzerdeböden. Damit besaß das Land alle natürlichen Ressourcen, die eine industrialisierte Volkswirtschaft braucht.

### Naturräume
Die naturräumliche Gliederung der Sowjetunion spannte sich von den Gebieten ewigen Eises im Norden bis zu den Wüstengebieten in Zentralasien. Dabei machte der Anteil von Eiswüste und Tundra im Norden 8 Prozent der Gesamtfläche, der Anteil der Wüste und Halbwüste im Süden 10 Prozent der Gesamtfläche, der der Waldgebiete 30 Prozent aus.
Fast die Hälfte des Gebiets der Sowjetunion war Permafrostboden, der im Sommer nur kurz und relativ flach auftaut. Dadurch war die Siedlung mit dem Bau von Häusern, der Anlage der Wasserversorgung und der Errichtung einer klimageeigneten Infrastruktur aufwendig, teuer und schwierig. 27 Prozent des Staatsgebietes waren landwirtschaftlich nutzbar. Damit lag der Anteil deutlich unter dem der USA, deren landwirtschaftliche Nutzfläche 45 Prozent betrug. Der Anteil des Ackerlandes lag bei 10 Prozent (USA: 20 Prozent).

## Bevölkerung

### Übersicht

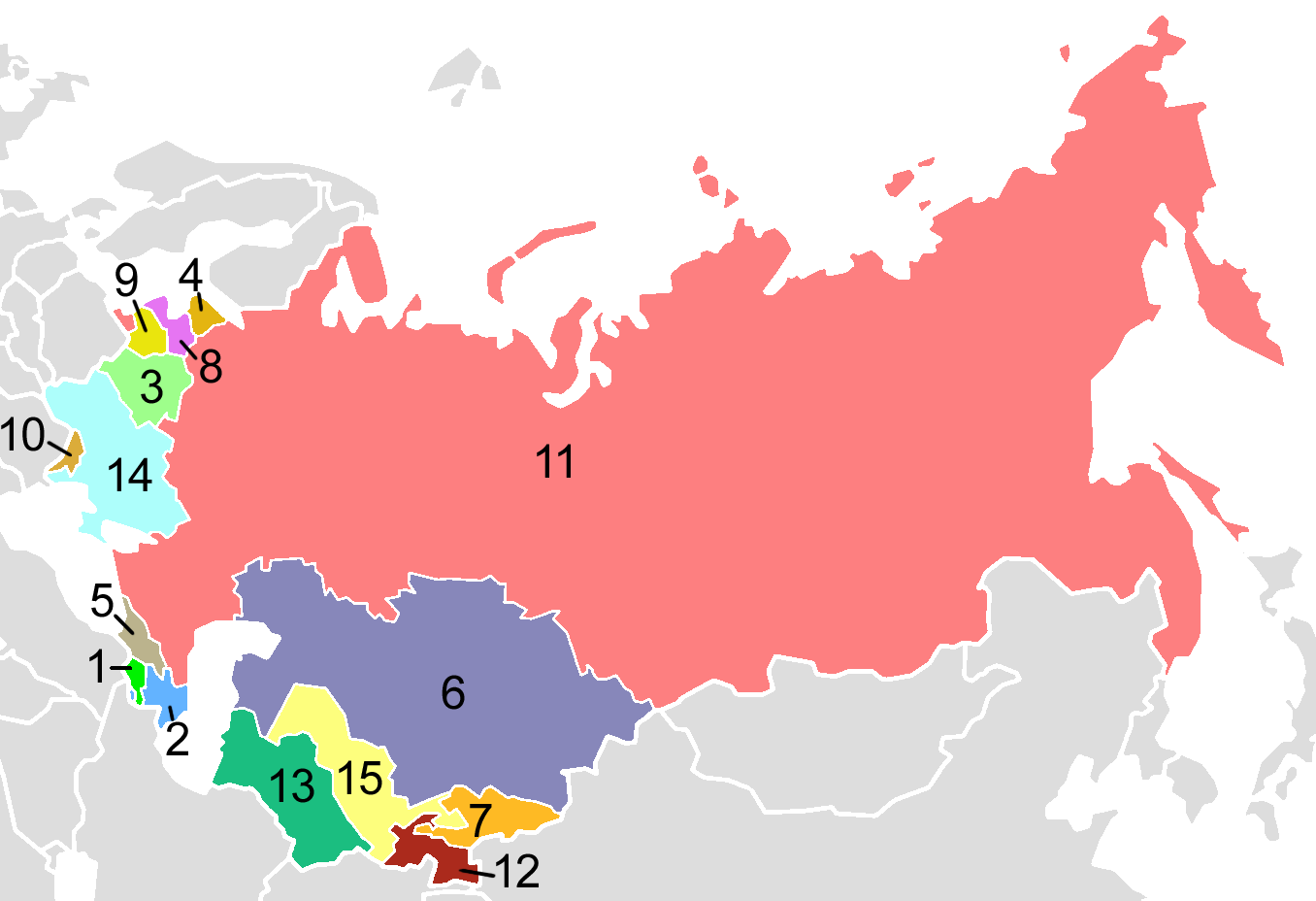
Die 15 sowjetischen Unionsrepubliken

Nach dem Stand der letzten Volkszählung von 1988 hatte die Sowjetunion in ihren 15 Unionsrepubliken 286,717 Mio. Einwohner. Die Russische SFSR (Russische Sozialistische Föderative Sowjetrepublik) war sowohl flächen- als auch bevölkerungsmäßig die größte, und in politischer und wirtschaftlicher Hinsicht die dominierende Unionsrepublik.

### Entwicklung
Die Anzahl der Einwohner auf dem Gebiet der Sowjetunion nahm 1940 durch Annexion der drei baltischen Staaten und des Moldau-Gebietes sowie aufgrund der Vergrößerung des belarussischen und ukrainischen Gebietes zu Lasten Polens sprunghaft zu. Die sehr hohe Anzahl der Kriegsopfer (Soldaten wie Zivilisten) von 1941 bis 1945 war ursächlich für die Verminderung der Einwohnerzahl.
| Republik                 | 1913   | 1926    | 1939    | 1950   | 1959    | 1966    | 1970    | 1973    | 1979    | 1987    | 1988/ 89 | 1991    |
| ------------------------ | ------ | ------- | ------- | ------ | ------- | ------- | ------- | ------- | ------- | ------- | -------- | ------- |
| Russische SFSR (RSFSR)   | 89,900 | 92,737  | 108,379 |        | 117,534 | 126,561 | 130,079 | 132,151 | 137,410 | 145,311 | 147,386  | 148,548 |
| Ukrainische SSR          | 35,210 | 29,515  | 40,469  |        | 41,869  | 45,516  | 47,127  | 48,243  | 49,609  | 51,201  | 51,704   | 51,944  |
| Belarussische SSR        | 6,899  | 4,983   | 8,910   |        | 8,055   | 8,633   | 9,002   | 9,202   | 9,533   | 10,078  | 10,200   | 10,260  |
| Usbekische SSR           | 4,366  | 4,660   | 6,440   |        | 8,261   | 10,581  | 11,960  | 12,902  | 15,389  | 19,026  | 19,906   | 20,708  |
| Kasachische SSR          | 5,565  | 6,037   | 5,990   |        | 9,154   | 12,129  | 12,849  | 13,705  | 14,684  | 16,244  | 16,538   | 16,793  |
| Georgische SSR           | 2,601  | 2,677   | 3,540   |        | 4,044   | 4,548   | 4,686   | 4,838   | 4,993   | 5,266   | 5,449    | 5,464   |
| Aserbaidschanische SSR   | 2,339  | 2,314   | 3,205   |        | 3,698   | 4,660   | 5,117   | 5,420   | 6,027   | 6,811   | 7,029    | 7,137   |
| Litauische SSR (ab 1940) |        |         | 2,880   |        | 2,711   | 2,986   | 3,128   | 3,234   | 3,392   | 3,641   | 3,690    | 3,728   |
| Moldauische SSR          | 2,056  |         | 2,452   | 2,290  | 2,885   | 3,368   | 3,569   | 3,721   | 3,950   | 4,185   | 4,341    | 4,366   |
| Lettische SSR (ab 1940)  |        |         | 1,885   |        | 2,093   | 2,262   | 2,364   | 2,430   | 2,503   | 2,647   | 2,681    | 2,681   |
| Kirgisische SSR          | 0,864  | 1,002   | 1,458   |        | 2,066   | 2,652   | 2,933   | 3,145   | 3,523   | 4,143   | 4,291    | 4,422   |
| Tadschikische SSR        | 1,034  | 1,032   | 1,484   |        | 1,981   | 2,579   | 2,900   | 3,194   | 3,806   | 4,807   | 5,112    | 5,358   |
| Armenische SSR           | 1,00   | 0,881   | 1,282   |        | 1,763   | 2,194   | 2,492   | 2,672   | 3,037   | 3,412   | 3,283    | 3,376   |
| Turkmenische SSR         | 1,042  | 0,998   | 1,252   |        | 1,516   | 1,914   | 2,159   | 2,364   | 2,765   | 3,361   | 3,534    | 3,576   |
| Estnische SSR (ab 1940)  |        |         | 1,052   |        | 1,197   | 1,285   | 1,356   | 1,405   | 1,465   | 1,556   | 1,573    | 1,582   |
| Gesamt                   | 159,20 | 147,028 | 190,678 | 178,50 | 208,827 | 231,868 | 241,720 | 248,626 | 262,085 | 281,689 | 286,717  | 289,943 |

### Religion

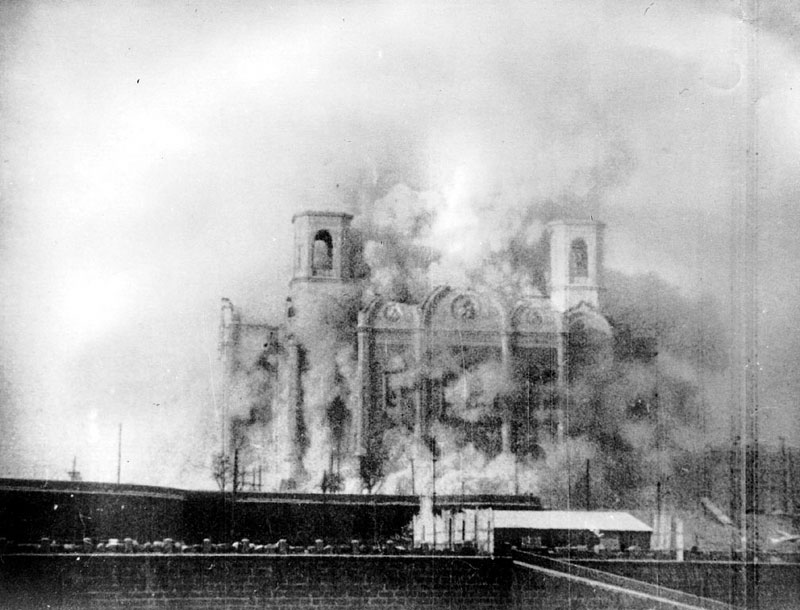
Die Sprengung der Christ-Erlöser-Kathedrale 1931

Die Staatsdoktrin der Sowjetunion war atheistisch. Die Ausübung von Religionen war zeitweise verboten oder unterlag umfangreichen staatlichen Einschränkungen, so gab es z. B. Gesetze gegen das öffentliche Singen religiöser Lieder.
Gehörten um 1920 noch etwa 90 % der Menschen in der russischen SFSR der Russisch-Orthodoxen Kirche an, so sank die Zahl bis 1940 auf unter 30 %. Viele Gläubige waren Repressalien ausgesetzt, wurden gefoltert, erschossen oder nach Sibirien verbannt.
Unter der Führung Lenins wurden von der Sowjetregierung Dekrete und Gesetze (so das „Dekret über die Gewissensfreiheit, die kirchlichen und religiösen Vereinigungen“ vom Januar/Februar 1918 sowie das Liquidierungsgesetz vom 27. Juli 1918, vorgelegt vom Volkskommissar für Justiz Pjotr Stutschka) erlassen, die formalrechtlich freie Religionsausübung gewährten, dabei aber die Kirchen enteigneten. Tatsächlich wurden die Kirchen als Vertreter der alten Ordnung und ihre Anhänger als Konterrevolutionäre gesehen. In der Folge kam es zu Massenhinrichtungen von Priestern der Russisch-Orthodoxen Kirche.

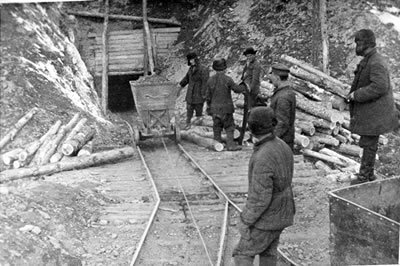
Goldmine bei einem sowjetischen Arbeitslager an der Kolyma

Unter Josef Stalin wurden tausende Priester in Arbeitslager (Gulags) deportiert. Ebenso wurden in zentralasiatischen Republiken, wo mehrheitlich Muslime lebten, die meisten Moscheen geschlossen und die Religionsausübung ebenfalls verboten.
In Sibirien, vor allem südlich des Baikalsees, leben außerdem zahlreiche Buddhisten. Auch große Teile der koreanischen Minderheit bekannten sich zum Buddhismus.
Während des Zweiten Weltkrieges wurde die strenge staatliche antireligiöse Haltung etwas gelockert. Einige Bischöfe und Priester wurden aus der Haft entlassen. Es wurden einige geistliche Hochschulen sowie Kirchen und Klöster wieder zugelassen. Nach der Machtübernahme von Nikita Chruschtschow wurde eine neue Welle des antireligiösen Kampfes ausgelöst. Chruschtschow versprach, den letzten Priester der Sowjetunion bald im Fernsehen zu zeigen. Unter Michail Gorbatschow in den späten 1980er Jahren wurde die staatliche Haltung wieder etwas lockerer, bis schließlich mit dem Zusammenbruch der Sowjetunion formal Religionsfreiheit gewährt wurde. Diese wurde jedoch unterschiedlich ausgelegt. 2018 stehen noch mindestens fünf Nachfolgerepubliken auf dem Weltverfolgungsindex von Open Doors der Länder mit Christenverfolgung, darunter Usbekistan auf Platz 16 (von 50).

## Geschichte

### 1917 bis 1922: Oktoberrevolution und Bürgerkrieg

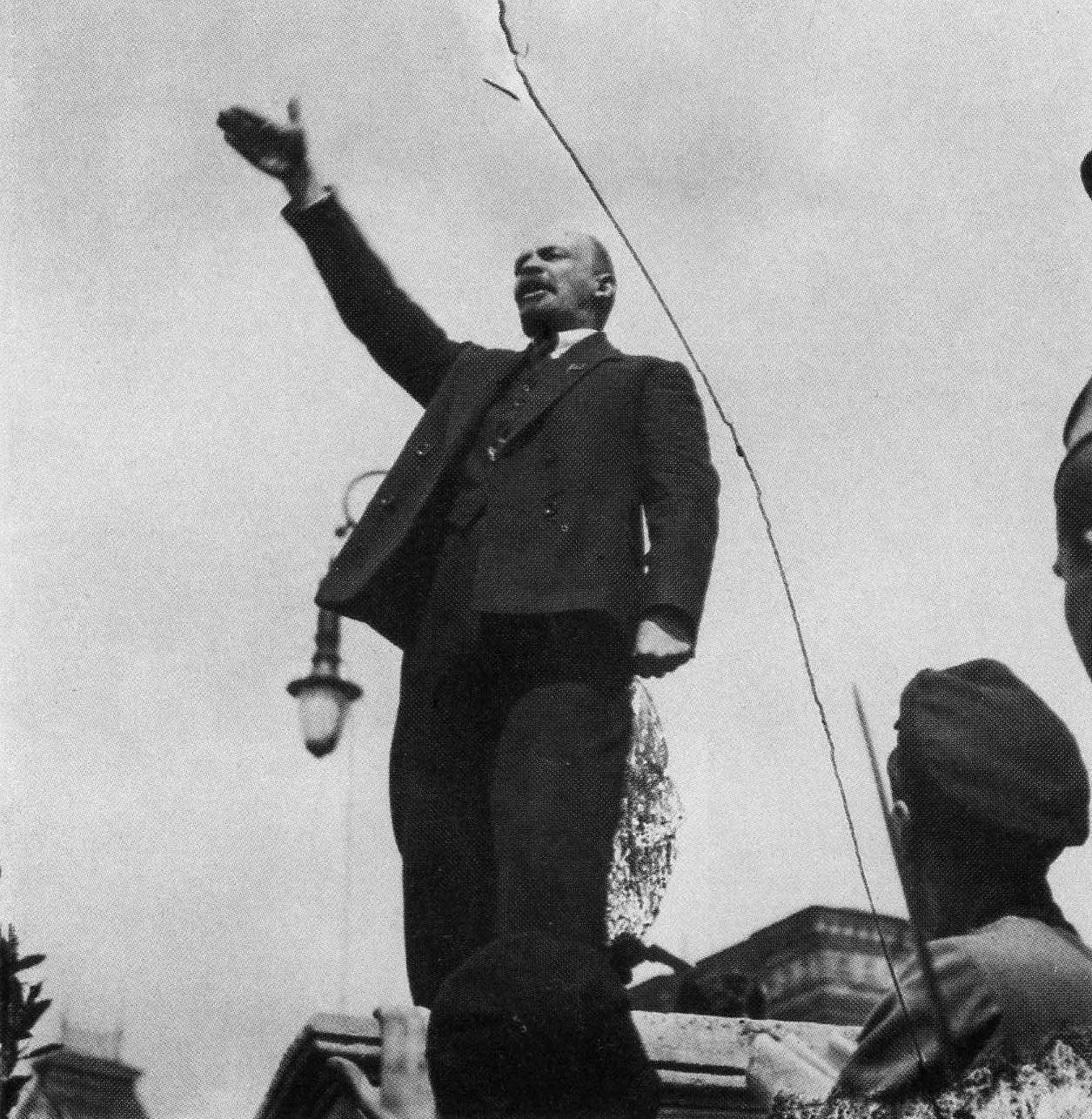
Wladimir Iljitsch Lenin

Die Führung des zaristischen Russlands wurde mit der Februarrevolution 1917 entmachtet. Die wenige Monate später von den Bolschewiki unter der Führung von Lenin initiierte Oktoberrevolution führte zur Ausrufung der „Russischen Sowjetrepublik“. Nach dem Sieg der Bolschewiki im Russischen Bürgerkrieg wurde im Dezember 1922 die Union der Sozialistischen Sowjetrepubliken (kurz Sowjetunion) gegründet, die einen Großteil der Territorien des zerfallenen Russischen Reiches wieder zu einem Staat vereinte. In der Sowjetunion wurde eine zentralwirtschaftliche nachholende Industrialisierung durchgeführt. Ein vorher in vielen Bereichen rückständiges Bauernland, in dem zum Teil mittelalterliche, feudale Produktionsverhältnisse herrschten, sollte innerhalb von 20 Jahren zu einer Industriemacht und zum militärischen Ausgangspunkt der Weltrevolution umgestaltet werden. Dies geschah durch den forcierten, in seiner Ausführung rücksichtslosen Aufbau der Schwerindustrie von 1928 an. Als Grundlage für die Industrialisierungspolitik wurden umfassende Alphabetisierungskampagnen durchgeführt, die auch die Bindung der Bevölkerung an Staat und Partei festigen sollte.
In den frühen Jahren der bolschewistischen Regierung wurde das vormalige Zarenreich von zahlreichen Konflikten auch wirtschaftlich schwer erschüttert. Neben den Nachwirkungen des Ersten Weltkriegs belastete vor allem der langanhaltende Bürgerkrieg die Bevölkerung stark. Während die Bolschewisten nach und nach militärisch die Oberhand gewannen, musste Lenin als Reaktion auf die schwere Krise ab 1921, u. a. die Hungersnot in Sowjetrussland 1921–1922, eine Neue Ökonomische Politik (NEP) einführen, die von der vorherigen ideologischen Linie abwich und größere marktwirtschaftliche Freiheiten für die Bevölkerung bedeutete.

### 1924 bis 1939: Industrialisierung und Stalinscher Terror

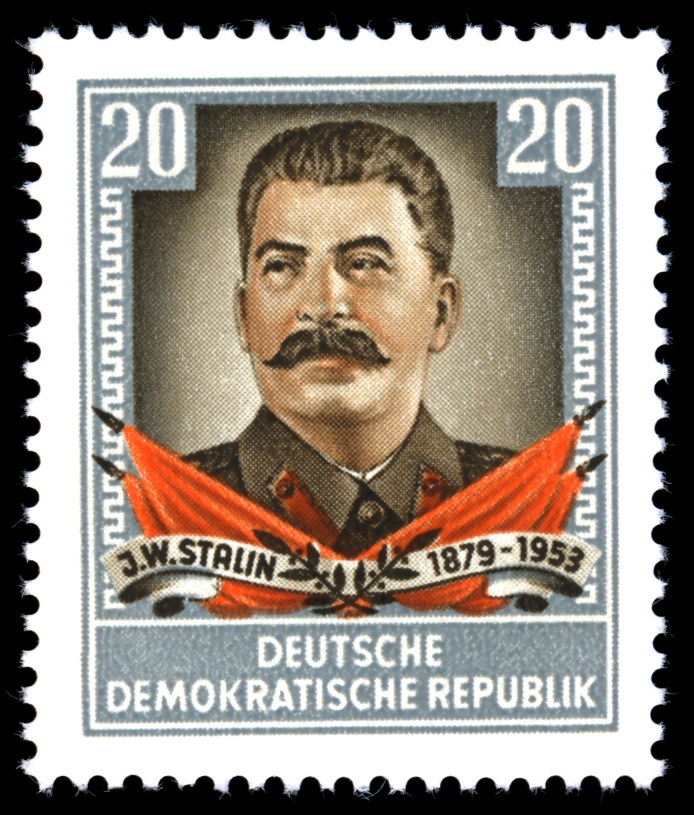
Josef Stalin auf einer Briefmarke der DDR, 1954 (Gedenken an ersten Todestag)

Fußgänger und verhungernde Bauern auf einer Straße in Charkiw, 1933

Lenins Tod am 21. Januar 1924 führte zu einem erbitterten Nachfolgekampf, in dem sich der Georgier Josef Stalin, seit 1922 Generalsekretär der Kommunistischen Partei, gegen Leo Trotzki durchsetzte. Stalin festigte seine Macht durch gezielten Terror von 1926 bis 1927 gegen seine Widersacher von „links“ (Leo Trotzki, Grigori Sinowjew und Lew Kamenew) und von 1929 bis 1930 gegen die von „rechts“ (u. a. Nikolai Bucharin) sowie jeden, der im Verdacht stand, mit ihnen zu sympathisieren.
Ab 1928 wurde die staatliche Wirtschaft Fünfjahrplänen unterworfen, wobei es zu einer rasanten Industrialisierung des bisherig agrarisch geprägten Landes kam. Die zeitgleiche Zwangskollektivierung der Landwirtschaft unter Bildung von Sowchosen und Kolchosen löste vielerorts großen Widerstand der reicheren und mittleren Bauern aus. Diese wurden als „Kulaken“ diffamiert und von 1929 bis 1933 in der sogenannten Entkulakisierung durch vielfältige Repressionen wie Verhaftungen, Enteignungen, Massendeportationen und Exekutionen rücksichtslos gebrochen. Noch nicht abschließend bewertet ist, inwiefern riesige Hungersnöte, wie sie am härtesten die Ukraine, aber auch Gebiete an der Wolga und die Kasachische SSR trafen, ebenfalls Bestandteil gezielter politischer Maßnahmen Stalins waren. Die Hungersnot in der Ukraine wird unter dem Begriff Holodomor zusammengefasst. Allgemein spielte die Versorgung der Bevölkerung mit Konsumwaren für Stalin eine untergeordnete Rolle; damalige Getreideexporte zur Beschaffung von Material für die Schwerindustrie werden als Hungerexporte bezeichnet.
Seit 1935 eskalierte Stalin die Verfolgungen und Deportationen von Bürgern, die dem System scheinbar oder tatsächlich im Wege standen. Durch die „Stalinschen Säuberungen“ (russisch „Tschistki“) von 1936 bis 1940 wurde ein systematischer Terror gegen die Menschen betrieben, die angeblich gegen das kommunistische Regime Stalins konspirierten. Die Säuberungsaktionen waren oft als gerichtliche Verfolgung getarnt und durch unter Folter erpresste Geständnisse begründet (Schauprozess). Deportationen ganzer Völker der Sowjetunion, ethnische Minderheiten, in Arbeitslager (Gulag) fanden statt. „Kulaken“, Priester und Mönche, kirchliche Laien, Großteile der militärischen Führungsspitze, führende Mitglieder der Partei und selbst Angehörige der Opfer wurden ermordet.
Das Schwarzbuch des Kommunismus gibt etwa 20 Millionen Opfer für die Zeit des Bestehens der Sowjetunion an.

### 1939 bis 1945: Zweiter Weltkrieg

Gedenkstätte für die Blockade Leningrads (heute Sankt Petersburg)

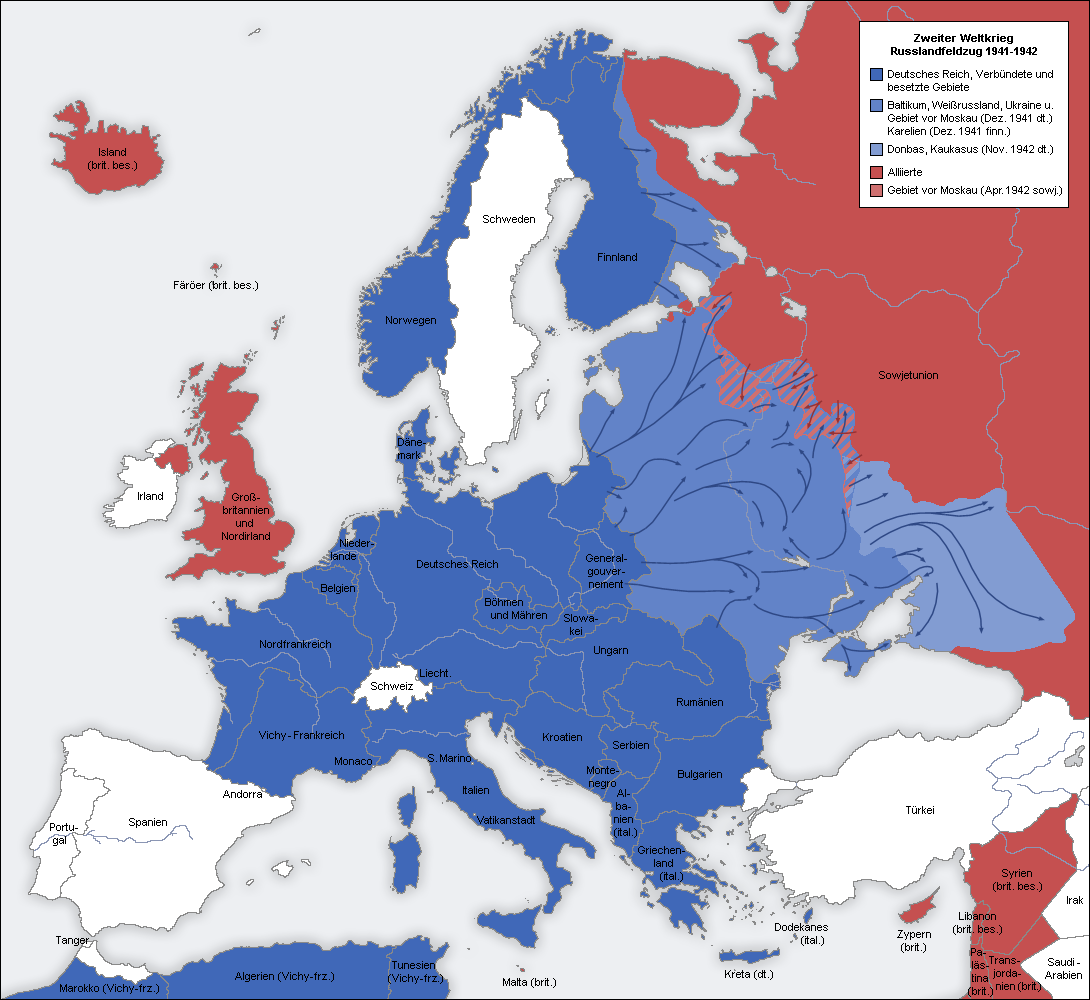
Zweiter Weltkrieg – der Deutsch-Sowjetische Krieg 1941 bis 1942

Im Vorfeld des Zweiten Weltkriegs scheiterten Verhandlungen Frankreichs und Großbritanniens mit der Sowjetunion über ein gemeinsames Militärbündnis gegen Hitler-Deutschland an wechselseitigem Misstrauen und Interessengegensätzen. Stattdessen schloss die UdSSR in einer dramatischen diplomatischen Wende am 24. August 1939 einen Nichtangriffspakt mit dem Deutschen Reich. Der sogenannte „Hitler-Stalin-Pakt“ verschaffte Deutschland für den Kriegsfall Rückendeckung im Osten und der Sowjetunion die Möglichkeit zur Rückgewinnung von Gebieten, die Russland infolge des Ersten Weltkriegs verloren hatte.
Eine Woche später, am 1. September 1939, löste das Deutsche Reich mit dem Einmarsch in Polen den Zweiten Weltkrieg aus. Gemäß dem geheimen Zusatzprotokoll zum Hitler-Stalin-Pakt marschierte die Rote Armee am 17. September 1939 in Polen ein und besetzte die Osthälfte des Landes. Als Begründung dafür gab die sowjetische Führung an, die dort lebenden Belarussen und Ukrainer gegen eine deutsche Bedrohung schützen zu wollen. Bereits am 28. September 1939 jedoch schloss die Sowjetunion einen Grenz- und Freundschaftsvertrag und am 10. Februar 1940 ein Wirtschaftsabkommen mit dem Deutschen Reich. Die Gründe für den Abschluss des Hitler-Stalin-Pakts werden seither in der Geschichtsforschung diskutiert. Wahrscheinlich ist, dass Stalin in diesem Abkommen eine bessere Möglichkeit sah, den sowjetischen Einfluss in Osteuropa zu vergrößern, als in einem Bündnis mit den Westmächten, die Garantieerklärungen für Polen und Rumänien verlangt hatten. Zudem war die Rote Armee nach den stalinschen Säuberungen der Jahre 1937/38 noch nicht ausreichend für einen Krieg gegen Deutschland gerüstet. Stalin dürfte auf einen Zeitgewinn von mehreren Jahren und einen langen Abnutzungskrieg zwischen Deutschland und den Westmächten wie 1914–1918 gehofft haben.
Die UdSSR nutzte die Handlungsfreiheit, die das Abkommen mit dem Deutschen Reich ihr in Osteuropa gegeben hatte, und begann am 30. November 1939 den Winterkrieg gegen Finnland. Die Sowjetunion wurde daraufhin aus dem Völkerbund ausgeschlossen. Nach anfänglichen Rückschlägen für die Rote Armee musste Finnland sich im Frühjahr 1940 geschlagen geben und Teile seines Staatsgebietes in Karelien abtreten. Diese wurden in die neu geschaffene Karelo-Finnische Sozialistische Sowjetrepublik integriert. Im Juni 1940 annektierte sie zudem die drei baltischen Staaten Estland, Lettland und Litauen sowie die rumänischen Gebiete Bukowina und Bessarabien, das spätere Moldau.
Die unerwartet rasche Niederlage Frankreichs gegen Deutschland im Sommer 1940 verschlechterte die strategische Position der Sowjetunion entscheidend. Hitler stellte die geplante Eroberung Großbritanniens zurück und gab im Dezember desselben Jahres den Befehl zur Planung eines Feldzuges im Osten. Unter dem Decknamen „Unternehmen Barbarossa“ begann die Wehrmacht am 22. Juni 1941 den Krieg gegen die Sowjetunion, der im russischen Geschichtsbewusstsein als „Großer Vaterländischer Krieg“ präsent ist. Am 24. August 1941 besetzte die Sowjetunion zusammen mit Großbritannien das bis dahin neutrale Persien. Trotz des anhaltenden wechselseitigen Misstrauens einigten sich beide Länder sowie die USA in den Konferenzen von Teheran und Jalta auch formell auf ein Bündnis gegen Deutschland.
Im Kampf gegen die Wehrmacht trug die Sowjetunion seit 1941 die Hauptlast. Deutsche Truppen drangen bis weit ins Landesinnere vor. Millionen sowjetischer Soldaten und Zivilisten wurden getötet oder gerieten in Gefangenschaft. Das Land ging aus dem Zweiten Weltkrieg zwar kriegsverwüstet und materiell geschwächt, als einer der Sieger jedoch politisch erheblich gestärkt hervor. Die Sowjetunion galt von 1945 an als Weltmacht und unbestrittene Hegemonialmacht in Osteuropa. In der Potsdamer Konferenz versuchten die Siegermächte, sich auf eine Nachkriegsordnung für Europa zu einigen. Dies gelang jedoch nur zum Teil. Die Koalition zerbrach am gegenseitigen Misstrauen und aufgrund der unterschiedlichen Gesellschaftsordnungen und politischen Wertvorstellungen. Beide Seiten versuchten nur noch, ihre Einflusssphären zu sichern und womöglich zu vergrößern. Damit begann der Ost-West-Konflikt, der Kalte Krieg.

### 1945 bis 1985: Kalter Krieg

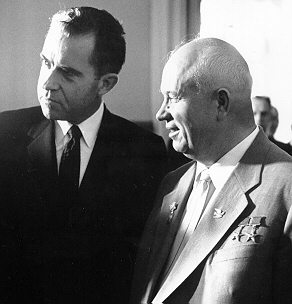
Nikita Chruschtschow (rechts) mit Richard Nixon (Kreml, Moskau im Juli 1959)

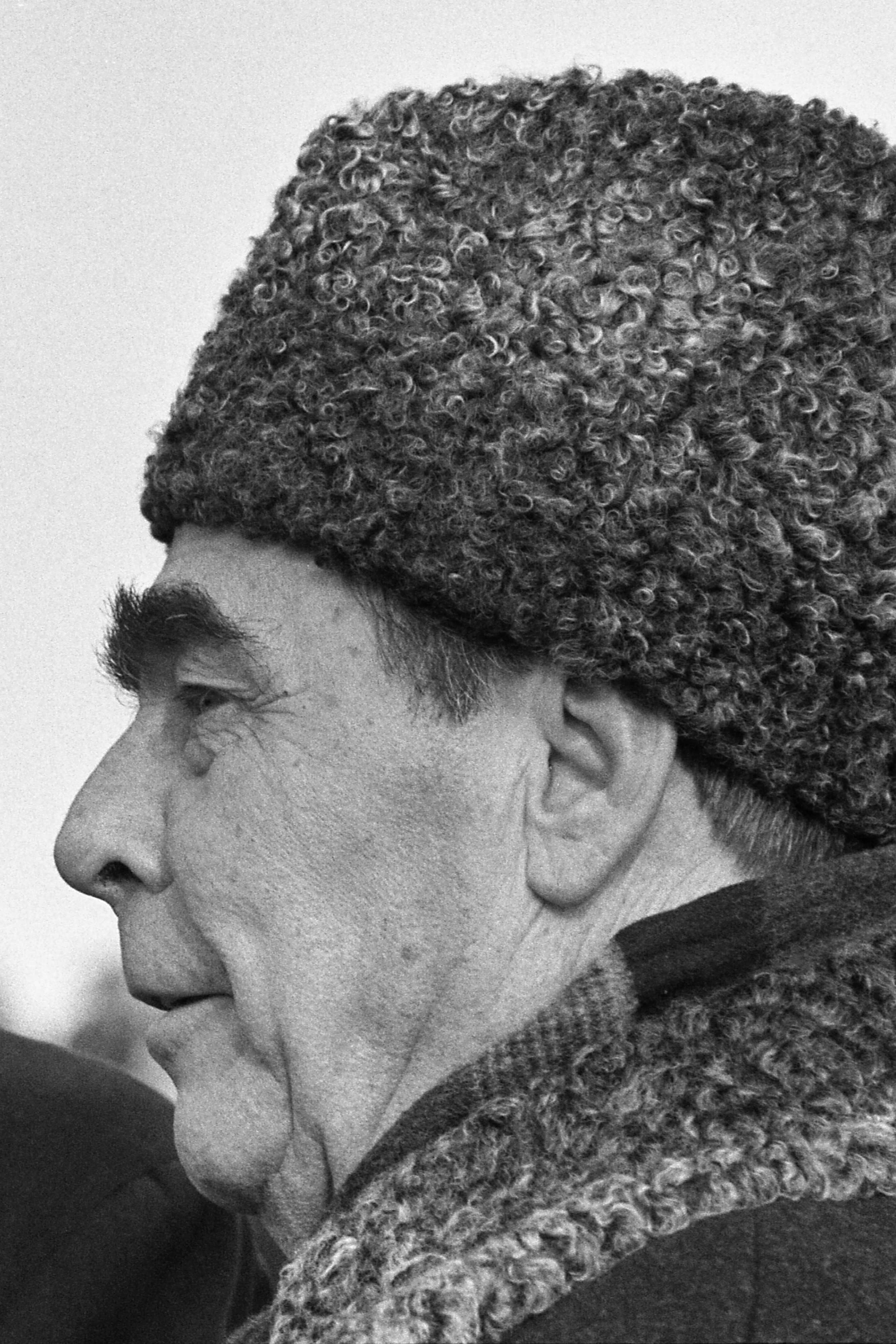
Leonid Iljitsch Breschnew (1974 in Wladiwostok)

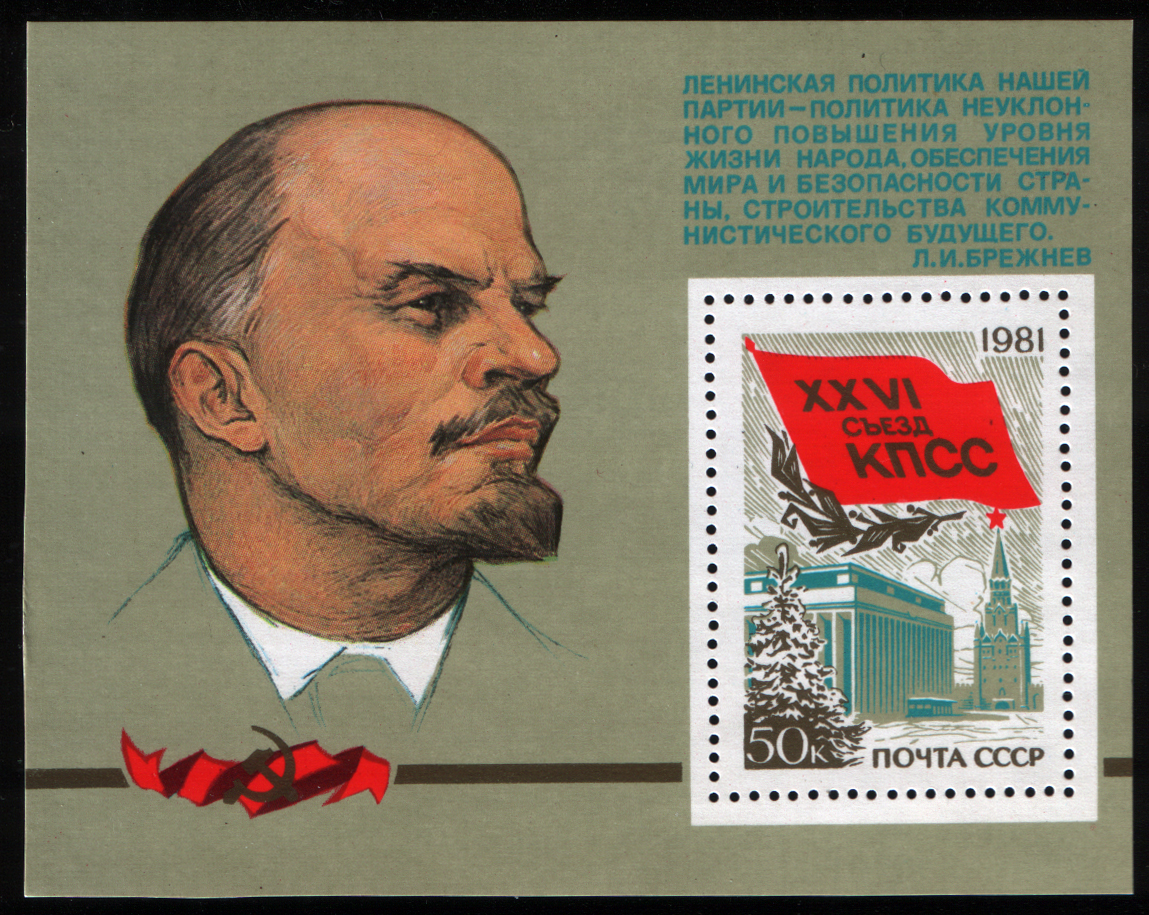
Sowjetische Briefmarke von 1981, auf der linken Seite Lenin, auf der rechten Seite Breschnew-Zitat

Nach dem Zweiten Weltkrieg sicherte die Sowjetunion den gewonnenen territorialen Machtbereich. Das im Hitler-Stalin-Pakt vereinbarte sowjetische Interessengebiet in Ostpolen sowie das gesamte Baltikum schloss die UdSSR dauerhaft ihrem Staatsgebiet an. Albanien (1948–1961), Bulgarien, Polen, Rumänien, Ungarn, Tschechoslowakei und die 1949 gegründete DDR gerieten unter den Machteinfluss der Sowjetunion und wurden als Satellitenstaaten kommunistisch regierte „Volksdemokratien“. 1949 wurde die Sowjetunion Atommacht.
Intern begann der Wiederaufbau und die Reparatur der Kriegsschäden. Die UdSSR hatte zusätzlich mit der Hungersnot im Winter 1946–1947 zu kämpfen, bei der zwischen einer und zwei Millionen Menschen zu Tode kamen.
1953, nach Stalins Tod, wurde Nikita Chruschtschow Erster Sekretär der KPdSU. 1956, auf dem XX. Parteitag der KPdSU, sprach er sich in einer Geheimrede gegen den Stalinismus aus. Er versuchte eine Wende in der sowjetischen Politik mit einer vorsichtigen Liberalisierung („Tauwetter-Periode“) zu erreichen. Der Ungarische Volksaufstand wurde jedoch 1956 von der Roten Armee blutig niedergeschlagen.
Trotz intensiverer diplomatischer Kontakte zu den USA ging der Kalte Krieg weiter. Die Mitgliedstaaten der NATO und des Warschauer Vertrages rüsteten unvermindert gegeneinander auf. Die Kuba-Krise von 1962 brachte die Welt an den Rand eines Atomkrieges. Auf Druck der USA zog Chruschtschow zwar die zur Stationierung auf der Karibikinsel vorgesehenen Atomraketen ab und verhinderte die drohende Eskalation, schaffte es aber gleichzeitig, in einem geheimen Zusatzabkommen den Abzug amerikanischer Jupiterraketen aus der Türkei zu vereinbaren. Damit war die Lage für die Sowjetunion militärisch gesehen nach der Krise besser als vorher, dennoch sah sich die Sowjetunion als Verlierer der Konfrontation. Paradoxerweise sahen sich die Amerikaner ebenfalls als Verlierer der Krise an.

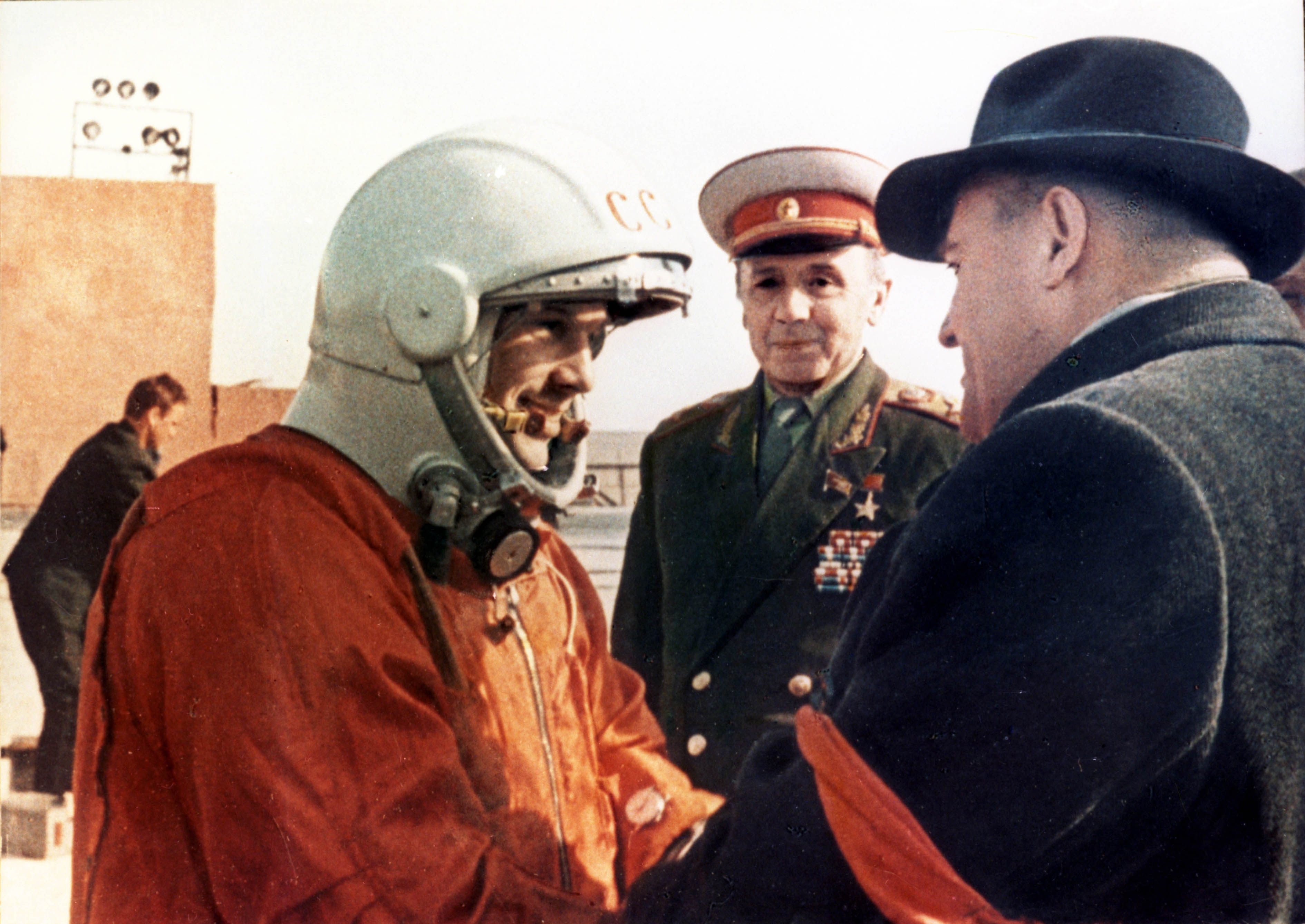
Kosmonaut Gagarin, 1961

Im Herbst 1957 begann die prestigeträchtige „Eroberung des Weltalls“: mit Sputnik 1 wurde der erste künstliche Satellit in die Erdumlaufbahn gebracht und noch im gleichen Jahr gelang es den sowjetischen Wissenschaftlern, mit dem Hund Laika das erste Lebewesen in den Weltraum zu befördern. 1961 glückte Juri Gagarin mit Wostok 1 der erste Flug eines Menschen in das Weltall.
1964 wurde Chruschtschow durch den konservativen Leonid Breschnew als Erster Sekretär (1966 Generalsekretär) ersetzt. Reformversuchen in anderen kommunistischen Staaten widersetzte sich das Regime vehement. 1968 wurde mit dem Einmarsch von Panzern der Warschauer-Pakt-Staaten die Freiheitsbewegung des Prager Frühlings in der Tschechoslowakei niedergeschlagen. Auch die Verhängung des Kriegsrechts in der Volksrepublik Polen 1980 (Niederschlagung der Reformbewegung der Gewerkschaft Solidarność) geschah unter dem Druck Moskaus. Die UdSSR unterzeichnete jedoch 1975 das KSZE-Abkommen.
1979 eskalierte mit dem Einmarsch sowjetischer Truppen (bis zu 100.000 Soldaten) der Bürgerkrieg in Afghanistan; es entstand eine neue weltpolitische Krisenzone. Das Land wurde verwüstet, seine Infrastruktur zerstört. Durch die Kämpfe zwischen Regierungstruppen und Mudschaheddin wurden große Flüchtlingswellen ausgelöst; circa 1,2 Millionen afghanische Todesopfer und etwa fünf Millionen Flüchtlinge waren die Folge. Afghanistans Staatspräsident Mohammed Nadschibullah setzte 1986 auf einen Kurs der nationalen Versöhnung. Michail Gorbatschow hielt das sowjetische Engagement in Afghanistan für zu kostspielig und verlustreich. Er trat mit dem Versprechen zur Wahl des obersten Vorsitzenden des Zentralkomitees an, den äußerst unpopulären Krieg zu beenden. 1988 bis 1989 wurden unter seiner Ägide die sowjetischen Truppen abgezogen. Die siegreichen Mudschaheddin, von den US-amerikanischen und pakistanischen Geheimdiensten CIA und ISI organisiert und ausgerüstet, übernahmen die Macht, um sich erneut in bürgerkriegsähnliche Kämpfe zu verstricken. In dieser Lage konnten sich die radikal-islamischen Taliban von Pakistan aus in einem raschen Vorstoß in weiten Teilen des Landes durchsetzen und errichteten Mitte der 1990er Jahre einen islamischen „Gottesstaat“.

### 1985 bis 1991: Reformen und Auflösung der Sowjetunion

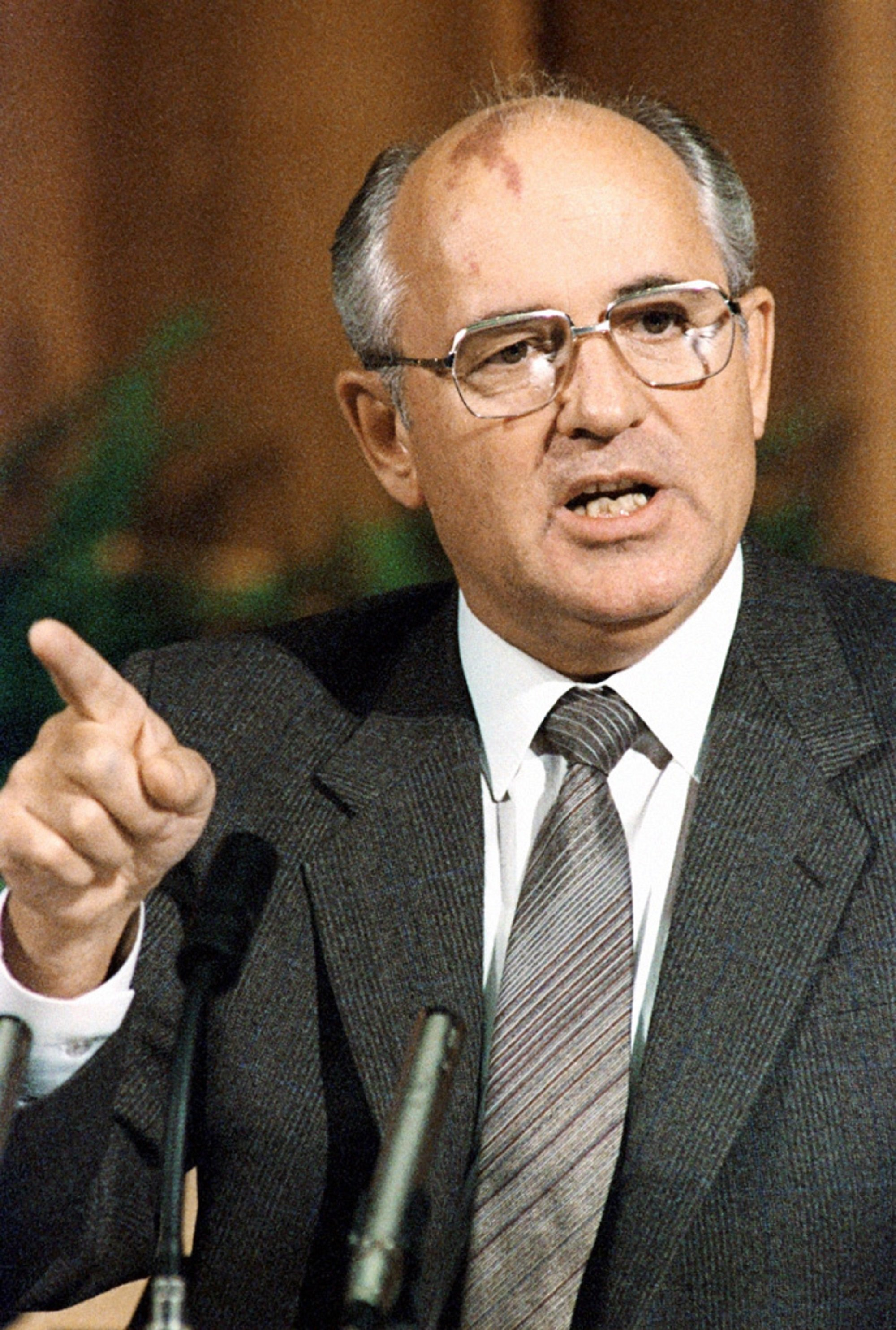
Michail Gorbatschow (1986)

Die wirtschaftliche Entwicklung der Sowjetunion zeigte seit Anfang der 1980er Jahre einschneidende Wachstumsrückgänge. Ab 1985 wurden vom neu gewählten Generalsekretär Michail Gorbatschow erste Reformen eingeleitet. Durch Perestrojka (Umbau) und Glasnost (Offenheit) sollte der Realsozialismus reformiert werden und zu neuem, kritischem Denken führen. Dadurch traten die Probleme des Systems offen zutage, deren öffentliche Diskussion die Position der Zentralregierung schwächte. Die Entwicklung verselbständigte sich und entglitt zunehmend der Kontrolle der Partei, die nicht reagieren konnte, da dem damit einsetzenden Demokratisierungsprozess der institutionelle Rahmen fehlte. Außenpolitisch wurde eine umfassende Politik der Entspannung und Abrüstung eingeleitet. Die von Gorbatschow initiierten Reformen brachten keine Wachstumssteigerung. Weder konnte die Weiterentwicklung der Industrie in großen Kombinaten gefördert werden, noch zogen die wachsenden Investitionsanteile des Agrarsektors eine bessere Lebensmittelversorgung der Bevölkerung nach sich. Die zunehmende Wirtschaftskorruption entzog der Staatswirtschaft wichtige Ressourcen.

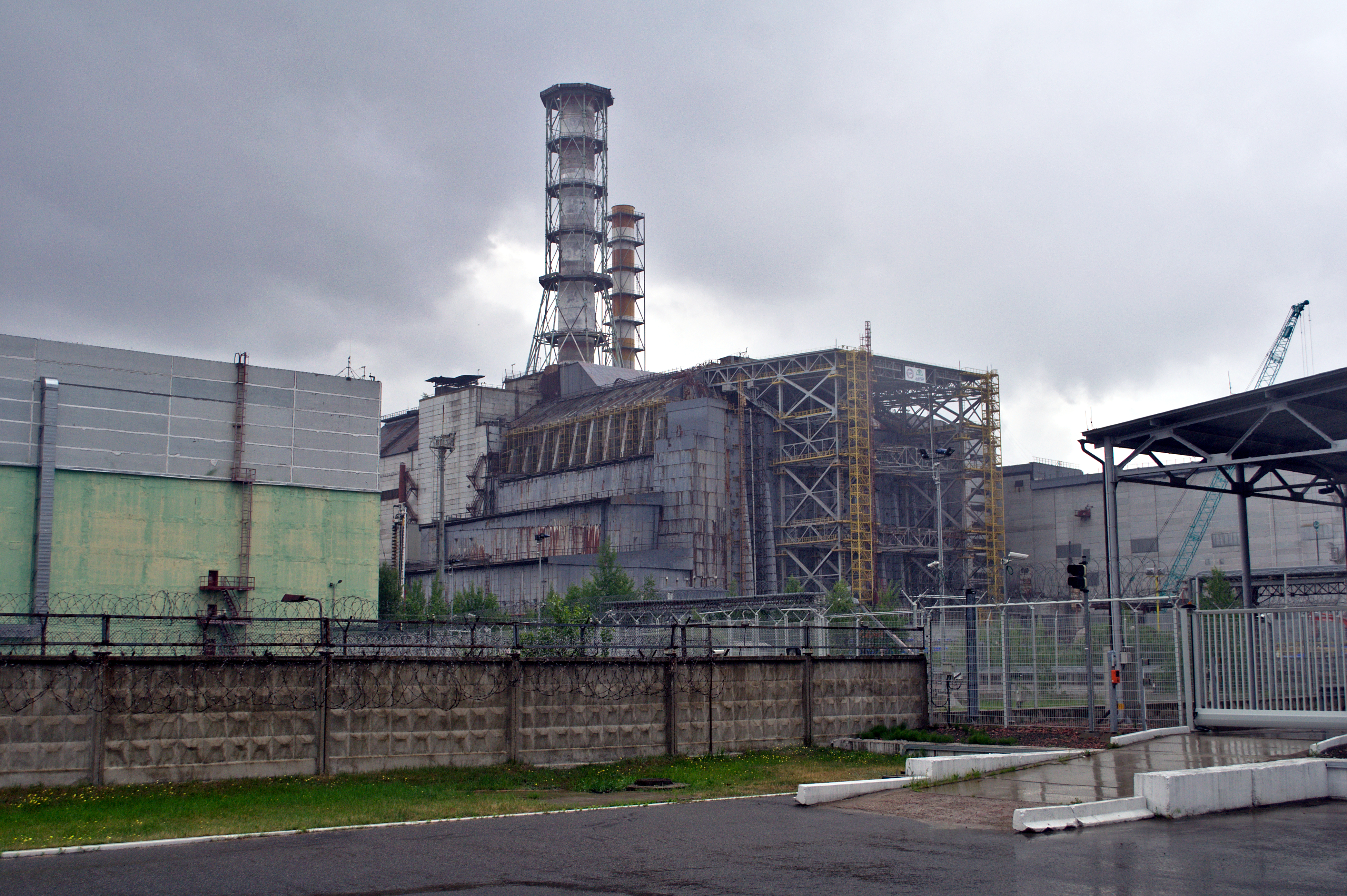
Reaktor in Tschernobyl

Die durch die politischen und wirtschaftlichen Umbrüche entstandene Unsicherheit wurde durch natürliche und technogene Katastrophen verstärkt. 1986 kam es in der Ukraine mit der Nuklearkatastrophe von Tschernobyl zu einer schweren nuklearen Havarie. Am 7. Dezember 1988 ereignete sich das verheerende Erdbeben von Spitak. Dazu kamen schleichende Umweltbelastungen wie die Austrocknung des Aralsees, die flächenhafte Boden- und Vegetationskontamination durch auslaufendes Erdöl in Westsibirien und die Luftverschmutzung über allen großen Industriestädten.

#### Langsame Zerfallsprozesse
Im Zuge des Zerfalls der Sowjetunion entstanden ebenso Destabilisierungen im Nationalitätengefüge. Im Dezember 1986 kam es erstmals nach der Ära Breschnew zu schweren ethnischen Konflikten (Scheltoksan-Unruhen), als der kasachische Parteichef Dinmuchamed Kunajew infolge eines gravierenden Korruptionsverdachts durch den von Moskau an die Spitze Kasachstans gesetzten Russen Gennadi Wassiljewitsch Kolbin ersetzt wurde. Anfang 1988 begann der armenisch-aserbaidschanische Bergkarabachkonflikt, aus dem sich der erste Krieg zwischen Nachfolgestaaten der Sowjetunion entwickelte. Es folgte innerhalb kurzer Zeit die Entstehung einer Vielzahl von neuen Nationalitäten- (Schwarzer Januar, Duschanbe im Februar 1990), Ordnungs- (Minsk 30. Oktober 1988) und Unabhängigkeitskonflikten (9. April 1989 in Tbilissi, Januarereignisse in Litauen 1991, Riga im Januar 1991) innerhalb der Sowjetunion.
In Folge der Währungs-, Wirtschafts- und Sozialunion zwischen der Bundesrepublik Deutschland und der DDR vom 1. Juli 1990 wurde die D-Mark in der DDR eingeführt. Die DDR-Regierung beschloss bereits am 30. Mai 1990, dass mit Einführung der D-Mark in der DDR die Preise frei kalkuliert und Subventionen weitestgehend abgeschafft werden. Das führte wegen der veränderten Preisgestaltung bei den Unternehmen der DDR dazu, dass die Zulieferungen der Unternehmen der DDR in die planwirtschaftlich festgeschriebenen, zur gegenseitigen Bindung geschaffenen Wertschöpfungsketten des Rats für gegenseitige Wirtschaftshilfe RGW, die vor allem der Machtsicherung der Moskauer Zentrale dienten, nicht mehr verwirklicht werden konnten. Das Ausscheiden der DDR aus der Wertschöpfungskette führte zur Schwächung und schon bald zum Verfall des RGW und der Macht der Zentrale in Moskau und damit letztlich zum Niedergang der UdSSR.
Der Bruch der Randstaaten der Sowjetunion mit dem Moskauer Zentrum ging weniger vom Volk der in Vielzahl entstandenen kleinräumigen Krisenzentren aus, sondern von den politischen Führungen der Unionsrepubliken. Es waren die sich auf ihre nationale Identität berufenden baltischen Republiken, die den Anfang machten. 1990 und 1991 erklärten Litauen, Lettland und Estland ihre Unabhängigkeit.

#### Staatsstreich und seine Auswirkungen

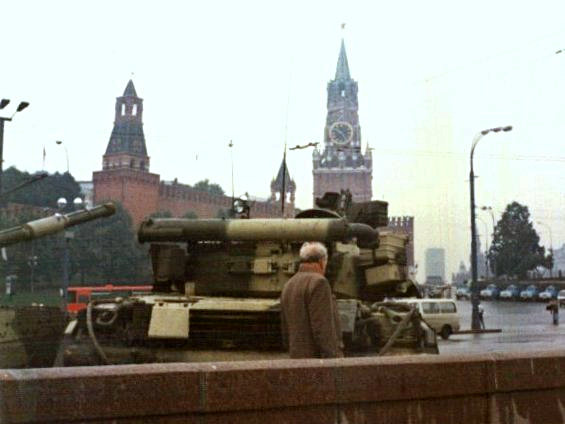
Panzer T-80 auf dem Roten Platz während des Augustputsches

Am 19. August 1991, einen Tag, bevor Gorbatschow und eine Gruppe der Führer der Republiken einen neuen Unionsvertrag unterzeichnen wollten, versuchte das Staatskomitee für den Ausnahmezustand, eine Gruppe hoher Funktionäre, die Macht in Moskau zu ergreifen. Bereits am 21. August war der Putsch am Widerstand der Bevölkerung unter Führung von Boris Jelzin gescheitert. Durch den Augustputsch war die Sowjetunion endgültig zerfallen. Die offizielle Auflösung erfolgte jedoch erst zum 26. Dezember 1991, dem Tag der Hinterlegung der Ratifikationsurkunden zum Abkommen von Alma-Ata, durch Beschluss des Obersten Sowjets (wobei selbst unter den einzelnen Nachfolgerepubliken der ehemaligen UdSSR hierbei Uneinigkeit besteht), womit zum 31. Dezember 1991 die Existenz der Sowjetunion offiziell endete.
Nach dem Putsch wurde die KPdSU durch Dekret verboten. Jelzin übernahm die Kontrolle über die Medien und die Schlüsselministerien. Gorbatschow trat als Generalsekretär der KPdSU zurück, blieb jedoch bis zum 25. Dezember 1991 Staatspräsident, als er die Amtsgeschäfte an den Präsidenten der Russischen Föderation, Boris Jelzin, übergab. Am Abend wurde die rote Flagge der Sowjetunion mit Hammer und Sichel vom Dach des Hauses des Ministerrates im Moskauer Kreml eingeholt und die weiß-blau-rote Flagge Russlands aufgezogen. Die Unionsrepubliken erklärten ihre Unabhängigkeit von der UdSSR. Schließlich beschlossen elf von ihnen – die baltischen Staaten und Georgien waren nicht zugegen – am 21. Dezember 1991 in Alma-Ata die Auflösung der Union (Alma-Ata-Deklaration). Die Sowjetunion ging damit durch Dismembration in ihre bis dahin noch vorhandenen Gliedrepubliken unter, während diese als Nachfolgestaaten des sowjetischen Völkerrechtssubjekts uno actu den Status völkerrechtsunmittelbarer Staaten erlangten. Die ehemaligen Unionsrepubliken schlossen sich daraufhin in der Gemeinschaft Unabhängiger Staaten (GUS) zusammen. Gleichwohl aber erklärte sich die Russische Föderation, die wiederum völkerrechtlich identisch zur RSFSR ist, ausdrücklich zum „Fortsetzerstaat“ der UdSSR, was die Übernahme aller völkerrechtlichen Rechte und Pflichten einbezog – einschließlich des sowjetischen Sitzes im Sicherheitsrat der Vereinten Nationen – und von ihr in weiteren außenpolitischen wie innerstaatlichen Rechtsakten und Erklärungen immer wieder bestätigt worden ist. Unter breiter Zustimmung blieben somit völkerrechtliche Verträge mit dritten Staaten weiterhin in Kraft.

## Politik

### System

#### Verfassung
Zum ersten Mal wurde 1923 in der gesamten Sowjetunion eine Verfassung erarbeitet, die Sowjetische Verfassung von 1924. Diese wurde 1936 durch die Stalin-Verfassung abgelöst. 1977 wurde die so genannte Breschnew-Verfassung beschlossen.
Formal war die Sowjetunion ein föderalistischer Bundesstaat, gebildet aus den fünfzehn Unionsrepubliken; faktisch war sie ein Einheitsstaat, der von der Russischen SFSR dominiert wurde. Nominell wurde sie demokratisch durch Räte (russisch Совет ‚Sowjet‘) beziehungsweise das Parlament regiert. Die tatsächliche Macht lag aber stets bei der Führung der Kommunistischen Partei der Sowjetunion, die das Land besonders unter Stalin totalitär, später eher autoritär-diktatorisch regierte. Gegen Ende der UdSSR unternahm Michail Gorbatschow unter den Stichworten Glasnost und Perestroika Anstrengungen, tatsächliche demokratische Institutionen einzuführen.
Die Regierung der Sowjetunion war nicht nur für die Gesetzgebung, Verwaltung und Gerichtsbarkeit des Landes zuständig, sondern verwaltete auch die Wirtschaft. Die grundlegenden politischen Entscheidungen wurden von der wichtigsten politischen Institution des Staates, der KPdSU, getroffen.
In den späten 1980er Jahren war der formale Aufbau der Union ähnlich wie bei westlichen politischen Systemen organisiert. So setzte eine Verfassung alle Staatsorgane ein und garantierte den Bürgern eine Reihe von politischen Rechten und Bürgerrechten. Eine legislative Gewalt, der Kongress der Volksbeauftragten, und ein ständiger legislativer Rat, der Oberste Sowjet als oberste Volksvertretung, repräsentierten die Souveränität des Volkes. Der Oberste Sowjet wählte das Präsidium, dessen Vorsitzender auch als Staatsoberhaupt fungierte, und überwachte den Rat der Volkskommissare, später der Ministerrat, der als die exekutive Gewalt agierte. Der Vorsitzende des Rates der Volkskommissare, dessen Wahl von der Legislative bestätigt werden musste, war der Regierungschef. Eine verfassungsbasierte Judikative wurde durch ein System von Gerichtshöfen repräsentiert, mit dem Obersten Gerichtshof an der Spitze. Der Oberste Gerichtshof war verantwortlich für die Überwachung der Gesetzmäßigkeit der Regierungsinstitutionen. Nach der Verfassung von 1977 hatte das Land eine föderale Struktur, die den einzelnen Teilrepubliken bestimmte souveräne Rechte (beispielsweise die Entscheidung über Minderheitenpolitik) zusprach.
In der Praxis jedoch wurden viele der Aufgaben der einzelnen Regierungsinstitutionen von der einzigen erlaubten Partei, der KPdSU, wahrgenommen. Die eigentlichen Grundlagen- und Richtlinienentscheidungen wurden von der Partei getroffen und von der Regierung übernommen, die eher die Entscheidungen der Partei ratifizierte als selbst Gesetze beschloss. Eine Reihe verschiedener Mechanismen sorgte dafür, dass die Regierung die Entscheidungen der Partei mittrug. Zwar konnten die Bürger der Sowjetunion sich bei allen Wahlen entscheiden, welchen Kandidaten sie wählten, aber da alle Kandidaten der KPdSU angehören mussten und von der Partei aufgestellt wurden, konnte die Kommunistische Partei alle wichtigen Positionen in der Regierung mit Personen besetzen, die der Parteiführung gegenüber loyal waren. Die Personen in Regierungsämtern wurden strikt von der KPdSU überwacht, um zu verhindern, dass sie von der offiziellen Linie abwichen.
Die Hauptaufgabe der Exekutive, des Ministerrats, war die Verwaltung der Wirtschaft. Der Ministerrat war über die gesamte Zeit seines Bestehens mit der Kommunistischen Partei gegenüber loyalen Politikern besetzt, der Vorsitzende des Ministerrats war immer auch ein Mitglied des Politbüros, der zentralen Entscheidungsinstanz der KPdSU. Oft war es auch der Generalsekretär der Partei selbst. Der Vorsitzende hatte eine dominante Stellung gegenüber den anderen Ministern.
Nach der Verfassung von 1978 war das höchste legislative Gremium der Sowjetunion der Kongress der Volksdeputierten. Die wichtigste Aufgabe des Kongresses war die Wahl einer kleineren, ständigen legislativen Versammlung, des Obersten Sowjets mit seinem Vorsitzenden, der gleichzeitig Staatsoberhaupt war. Obwohl der Kongress der Volksbeauftragten theoretisch allein das Recht hatte, Gesetze zu beschließen, trat er nur selten zusammen, um Gesetzesentwürfen der Partei, des Ministerrats und des Obersten Sowjets zuzustimmen. Der Oberste Sowjet hatte das Recht, die geltenden Gesetze der Sowjetunion zu interpretieren und zusammen mit dem Ministerrat Dekrete zu beschließen, falls es in den bestehenden Gesetzen Unklarheiten gab.
Das Rechtssystem unterschied sich von dem in westlichen Staaten gepflegten. Statt dass ein Verteidiger und ein Staatsanwalt für bzw. gegen den Angeklagten argumentierten, arbeitete der Richter mit dem Staatsanwalt und dem Verteidiger zusammen. Dies sollte im Verständnis der Sowjetunion sicherstellen, dass die Prozesse die Wahrheit zu Tage förderten. Gleichzeitig öffnete diese Regelung dem Rechtsmissbrauch Tür und Tor.

#### Die Kommunistische Partei

##### Name und Organisationen

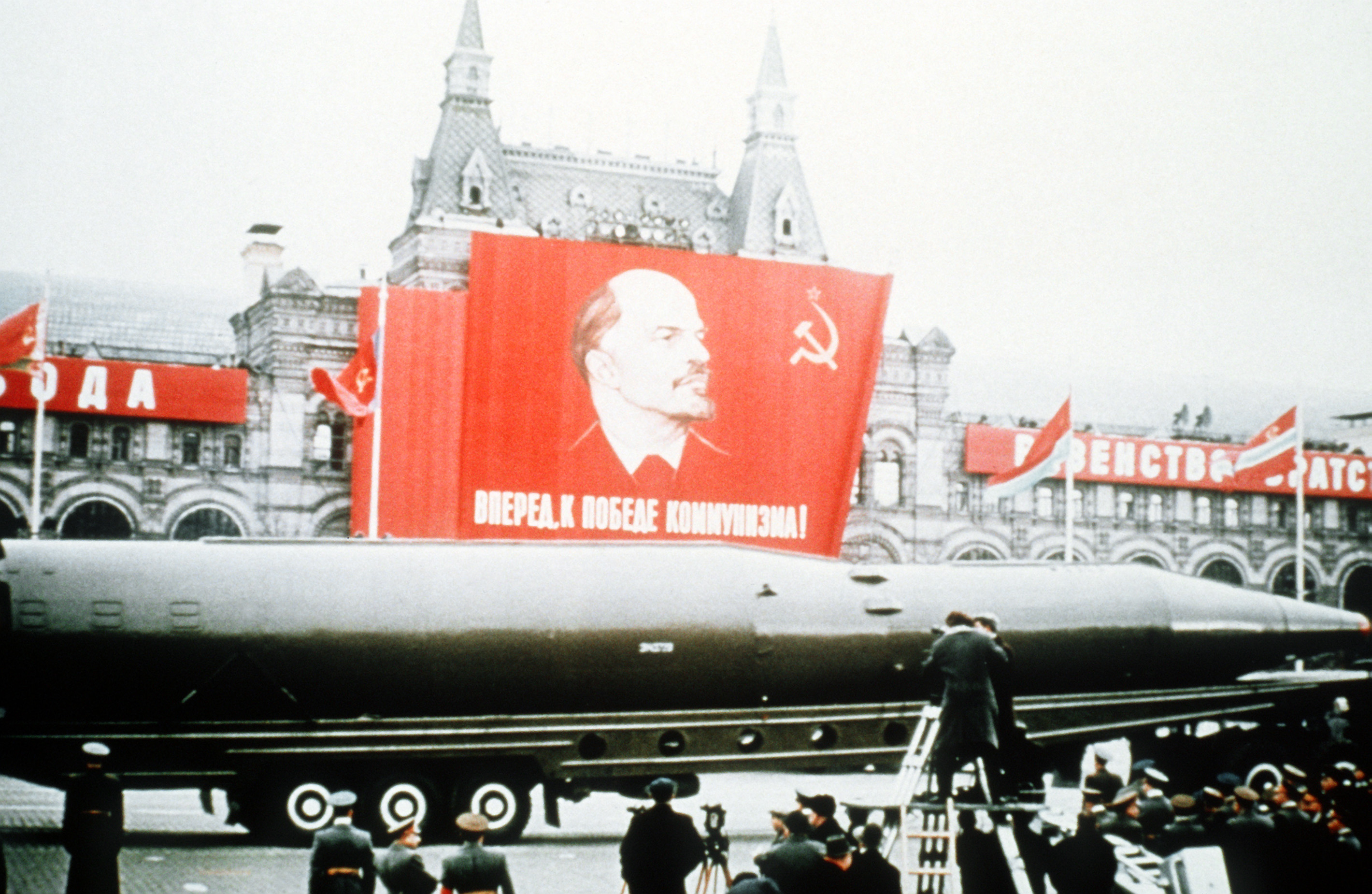
Militärparade auf dem Roten Platz in Moskau am 18. September 1990

Die Kommunistische Partei der Sowjetunion (KPdSU) war als einzige Partei die politische Führung des Landes.
Sie wurde 1918 nach der Oktoberrevolution von Sozialdemokratische Arbeiterpartei Russlands (SDAPR) in Kommunistische Partei Russlands (KPR (B) bzw. RKP(b)) umbenannt. 1925 erhielt sie den Namen Kommunistische Allunions-Partei (WKP(b)). 1952 wurde die Partei in Kommunistische Partei der Sowjetunion umbenannt.
- Die Parteitage der KPdSU (I. bis XXVIII. Parteitag) waren das oberste Organ der KPdSU.
- Das Zentralkomitee der KPdSU (ZK) sollte gemäß den Statuten die Partei führen, verlor unter Stalin vollkommen seine Macht.
- Das Sekretariat des Zentralkomitees leitete die laufende Arbeit des ZKs. Es war das Machtzentrum der Partei.
- Das Politbüro (von 1952 bis 1966 Präsidium genannt) wurde vom ZK gewählt. Es war Führungsgremium der Partei und somit des Staates.
- Der Generalsekretär, zeitweise von 1952 bis 1964 auch als Erster Sekretär bezeichnet, war der Parteiführer und zur Stalinzeit der unumschränkte Machtinhaber von Partei und Staat.

##### Parteiführer
Die Parteiführer der Bolschewiki der SDAPR bis 1918, dann der Kommunistischen Partei Russlands (B) (1918–1925), dann der KPdSU bis 1991, waren nach dem Verständnis der Partei und des Staates die eigentlichen Machthaber der Sowjetunion:
| Foto | Name                                | Amtszeit                               |
| ---- | ----------------------------------- | -------------------------------------- |
|      | Wladimir Iljitsch Lenin *           | 17. November 1903 bis 21. Januar 1924  |
|      | Josef Wissarionowitsch Stalin       | 3. April 1922 bis 5. März 1953         |
|      | Georgi Maximilianowitsch Malenkow   | 5. März 1953 bis 7. September 1953     |
|      | Nikita Sergejewitsch Chruschtschow  | 7. September 1953 bis 14. Oktober 1964 |
|      | Leonid Iljitsch Breschnew           | 14. Oktober 1964 bis 10. November 1982 |
|      | Juri Wladimirowitsch Andropow       | 12. November 1982 bis 9. Februar 1984  |
|      | Konstantin Ustinowitsch Tschernenko | 13. Februar 1984 bis 10. März 1985     |
|      | Michail Sergejewitsch Gorbatschow   | 11. März 1985 bis 24. August 1991      |

*) Lenin war lediglich informell Oberhaupt der Kommunistischen Partei; 1922/24 bis 1953 und 1966 bis 1991 lautete die Amtsbezeichnung Generalsekretär; 1953 bis 1966 Erster Sekretär.

### Staatsführung

#### Staatsoberhaupt
In der Sowjetunion (bis 1922 Sowjetrussland) wurden die repräsentativen Aufgaben eines Staatsoberhaupts bis 1990 vom jeweiligen Vorsitzenden des höchsten Gesetzgebungsorgans (ab 1937 Oberster Sowjet) wahrgenommen. 1990 wurde das Amt eines Präsidenten der Sowjetunion geschaffen.
| Foto | Name                                | Amtszeit                               | Ämter |
| ---- | ----------------------------------- | -------------------------------------- | --- |
|      | Lew Borissowitsch Kamenew           | 9. November 1917 bis 21. November 1917 | Vorsitzender des Allrussischen Zentralen Exekutivkomitees |
|      | Jakow Michailowitsch Swerdlow       | 21. November 1917 bis 16. März 1919    | Vorsitzender des Allrussischen Zentralen Exekutivkomitees |
|      | Michail Iwanowitsch Kalinin         | 30. März 1919 bis 19. März 1946        | Vorsitzender des Allrussischen Zentralen Exekutivkomitees (1919–1922) Vorsitzender des Zentralen Exekutivkomitees der UdSSR (1922–1938) Vorsitzender des Präsidiums des Obersten Sowjets (1938–1946) |
|      | Nikolai Michailowitsch Schwernik    | 19. März 1946 bis 15. März 1953        | Vorsitzender des Präsidiums des Obersten Sowjets |
|      | Kliment Jefremowitsch Woroschilow   | 15. März 1953 bis 7. Mai 1960          | Vorsitzender des Präsidiums des Obersten Sowjets |
|      | Leonid Iljitsch Breschnew           | 7. Mai 1960 bis 15. Juli 1964          | Vorsitzender des Präsidiums des Obersten Sowjets |
|      | Anastas Mikojan                     | 15. Juli 1964 bis 9. Dezember 1965     | Vorsitzender des Präsidiums des Obersten Sowjets |
|      | Nikolai Wiktorowitsch Podgorny      | 9. Dezember 1965 bis 16. Juni 1977     | Vorsitzender des Präsidiums des Obersten Sowjets |
|      | Leonid Iljitsch Breschnew           | 16. Juni 1977 bis 10. November 1982    | Vorsitzender des Präsidiums des Obersten Sowjets |
|      | Juri Wladimirowitsch Andropow       | 16. Juni 1983 bis 9. Februar 1984      | Vorsitzender des Präsidiums des Obersten Sowjets |
|      | Konstantin Ustinowitsch Tschernenko | 11. April 1984 bis 10. März 1985       | Vorsitzender des Präsidiums des Obersten Sowjets |
|      | Andrei Andrejewitsch Gromyko        | 2. Juli 1985 bis 1. Oktober 1988       | Vorsitzender des Präsidiums des Obersten Sowjets |
|      | Michail Sergejewitsch Gorbatschow   | 1. Oktober 1988 bis 25. Dezember 1991  | Vorsitzender des Präsidiums des Obersten Sowjets (1988–1989) Vorsitzender des Obersten Sowjets (1989–1990) Präsident (1990–1991)                                                                     |

#### Ministerrat
Der Ministerrat der UdSSR war die Regierung der Sowjetunion. Die Regierung hieß ab 1917 Rat der Volkskommissare und wurde in der 1946 unter Stalin in Ministerrat umbenannt.
Der Ministerrat bestand aus dem Vorsitzenden (zumeist als Ministerpräsident benannt), dem oder den Ersten Stellvertretenden Vorsitzenden, den Stellvertretenden Vorsitzenden, den Ministern, den Vorsitzenden von Kommissionen, Komitees oder Leitern von Ämtern, den Vertretern der Staatsplanung (seit 1929 auch Gosplan genannt) und den Vorsitzenden der Ministerräte der 15 Unionsrepubliken.

#### Regierungschef
1917–1946: Vorsitzende des Rates der Volkskommissare, 1946–1991: Vorsitzende des Ministerrates, 28. August 1991 bis 25. Dezember 1991: Ministerpräsident der UdSSR und Vorsitzender des Interrepublikanischen Wirtschaftskomitees
| Foto | Name                                | Amtszeit                                |
| ---- | ----------------------------------- | --------------------------------------- |
|      | Wladimir Iljitsch Lenin             | 8. November 1917 bis 21. Januar 1924    |
|      | Alexei Iwanowitsch Rykow            | 23. Januar 1924 bis 19. Dezember 1930   |
|      | Wjatscheslaw Michailowitsch Molotow | 19. Dezember 1930 bis 6. Mai 1941       |
|      | Josef Wissarionowitsch Stalin       | 6. Mai 1941 bis 5. März 1953            |
|      | Georgi Maximilianowitsch Malenkow   | 6. März 1953 bis 8. Februar 1955        |
|      | Nikolai Alexandrowitsch Bulganin    | 8. Februar 1955 bis 27. März 1958       |
|      | Nikita Sergejewitsch Chruschtschow  | 27. März 1958 bis 15. Oktober 1964      |
|      | Alexei Nikolajewitsch Kossygin      | 15. Oktober 1964 bis 23. Oktober 1980   |
|      | Nikolai Alexandrowitsch Tichonow    | 23. Oktober 1980 bis 27. September 1985 |
|      | Nikolai Iwanowitsch Ryschkow        | 27. September 1985 bis 14. Januar 1991  |
|      | Walentin Sergejewitsch Pawlow       | 14. Januar bis 22. August 1991          |
|      | Iwan Stepanowitsch Silajew          | 6. September bis 25. Dezember 1991      |

### Menschenrechte
Die Sowjetunion war von ihrer Gründung bis zu ihrer Auflösung ein Polizeistaat, in dem sich kaum ein Aspekt des täglichen Lebens der staatlichen Überwachung entzog. Die Meinungs- oder Reisefreiheit existierten zwar auf dem Papier, nicht aber in der Praxis. Es musste für fast jede bedeutende Tätigkeit eine Bewilligung der Obrigkeit eingeholt werden. Die Behörden, voran der Geheim- und Staatssicherheitsdienst KGB, überwachten das öffentliche und private Leben der Sowjetbürger intensiv; Dissidenten waren von staatlichen Repressalien und schweren Strafen bis hin zur Deportation ins Straflager (Gulag) bedroht.
Die in ihrem Ausmaß und Charakter gravierendsten Menschenrechtsverstöße wurden unter der totalitären Diktatur Stalins verübt (Stalinsche Säuberungen) – allein sein „Großer Terror“ Ende der 1930er kostete rund 700.000 Menschen das Leben. Später, vor allem während der Glasnost Gorbatschows, entstanden auch begrenzte kulturelle, politische und persönliche Freiräume. In der Nach-Stalin-Ära entstand ein politischer Untergrund, der sich unter anderem über verbotene Literatur (Samisdat) und den politischen Humor (vgl. Radio Eriwan) am Leben hielt.
Für politische Feinde (mit dem neuen Terminus „Volksfeind“ belegt) galt das Rechtsprinzip der Analogie. So machte man Jewgenija Ginsburg moralisch und strafrechtlich „voll verantwortlich“ für den Mord an Sergei M. Kirow, da ihre „Gesinnungsgenossen“ gemordet hätten. Dieses Analogieprinzip gab den staatlichen Behörden die fast unbegrenzte Möglichkeit, gegen missliebige Personen vorzugehen. Stalin nahm den tödlichen Anschlag als einen willkommenen Anlass für jene Verfolgungen, die ab 1936 in den alles umfassenden Terror der Tschistka mündeten (vgl. Sippenhaftung).

### Außenpolitik

#### Bis zum Zweiten Weltkrieg
Die Bolschewiki waren mit der Überzeugung angetreten, auf die herkömmliche Außenpolitik mit ihrer Geheimdiplomatie verzichten und sie durch die internationale Solidarität des Proletariats ersetzen zu können. Als Trotzki den Posten des Volkskommissars des Äußeren übernahm, war er der Meinung, man werde nur noch einige revolutionäre Proklamationen erlassen und „die Bude“, gemeint war das Außenkommissariat, schließen. Doch man überschätzte die internationale Solidarität des Proletariats, und der Aufbau geregelter Beziehungen zur kapitalistischen Welt wurde zur wichtigen Aufgabe. Sowjetrussland nahm von Beginn an die Rolle eines Pariastaates ein, das neue kommunistische Regime ab 1917 wurde zunächst von keinem Land als Regierung Russlands anerkannt. Lediglich die Mittelmächte sahen in der Oktoberrevolution eine Chance, an der Ostfront des Ersten Weltkrieges zu einem für sie günstigen Friedensschluss zu kommen. Nach dem Friedensvertrag von Brest-Litowsk vom März 1918 entsandte Deutschland eine erste diplomatische Mission nach Moskau. Die offizielle diplomatische Anerkennung folgte jedoch erst 1922 im Zuge einer von beiden Seiten betriebenen Annäherungspolitik. Die Mächte der Entente unterstützten währenddessen die Sache der „Weißen“ im Russischen Bürgerkrieg und versuchten, zu deren Gunsten zu intervenieren. Ferner unterstützten sie die aus den Resten des Kaiserreichs entstandenen neuen Nachbarstaaten Sowjetrusslands wie Polen und die baltischen Staaten in deren Konflikten gegen das revolutionäre Russland. Erst nach dem offenkundigen Sieg der „Roten“ im Bürgerkrieg war an eine Aufnahme diplomatischer Beziehungen überhaupt zu denken, Handelsbeziehungen wurden jedoch schon vorher aufgenommen, so durch Großbritannien im März 1921. 1925 wurde die Sowjetunion von Japan, 1933 von den USA anerkannt. Andere westliche Länder taten dies teilweise erst deutlich später. Gründe für die ablehnende Haltung vieler Länder gegenüber der Sowjetunion waren nicht nur die Menschenrechtsverletzungen, sondern beispielsweise auch die Tatsache, dass das kommunistische Regime sich weigerte, russische Auslandsschulden aus der Zarenzeit anzuerkennen.
Seit der Oktoberrevolution wähnten sich die Bolschewiki in einer Welt von inneren und äußeren Feinden. Insbesondere fürchteten sie einen Angriff einer antibolschewistischen Allianz ausländischer Staaten. Aus Sicht der Bolschewiki gab es zwei Möglichkeiten, einem „Belagerungsring“ entgegenzuwirken: den Revolutionsexport oder die Verschärfung der Gegensätze innerhalb des „imperialistischen Lagers“. Beide Konzeptionen wurden von der sowjetischen Außenpolitik abwechselnd und zuweilen sogar gleichzeitig beschritten, so unterstützte sie den Mitteldeutschen Aufstand der KPD, verhandelte aber gleichzeitig mit der deutschen Regierung über die Wiederaufnahme diplomatischer Beziehungen, was in den Vertrag von Rapallo mündete. Deutschland nahm in beiden Wegen einen zentralen Platz ein. Zum einen galt es nach kommunistischer Lehre als „reif“ für eine proletarische Revolution, zum anderen war es aus bolschewistischer Sicht in den Rang einer Halbkolonie des „Entente-Kapitals“ herabgedrückt worden und hatte gemeinsame staatliche Interessen mit der Sowjetunion, vor allem gegen den gemeinsamen Feind Polen, als Hauptstütze des Cordon sanitaire. Als die Revolutionsversuche scheiterten, sollte nach dem Willen Stalins die Aufgabe der Komintern nicht mehr im Export der Revolution bestehen, sondern im Schutz der Sowjetunion als dem „Vaterland aller Werktätigen“. Dazu wurde der Bund der Freunde der Sowjetunion gegründet.
Nach anfänglichen Versuchen, durch verdeckten Einfluss oder militärische Gewalt in europäischen Ländern gleichgesinnte Regierungen zu erzwingen, konzentrierte sich die Sowjetunion auf die Konsolidierung der eigenen Position. Dazu schloss sie vor allem bilaterale Abkommen; dem Völkerbund blieb sie bis 1934 fern (1939 wurde sie wegen des Angriffs auf Finnland ausgeschlossen). Dennoch griff sie in den Spanischen Bürgerkrieg ein: Mit ihren Waffenlieferungen erhielt sie erheblichen Einfluss auf der republikanischen Seite. Unter der Führung der Sowjetunion begannen auch „Säuberungen“ innerhalb der republikanischen Seite: Die von der Sowjetunion dominierten Kommunisten begannen mit Verhaftungen, Attentaten und Exekutionen ihre Macht auf Kosten der (mit ihnen verbündeten) Anarchisten auszubauen. Die damals maßgeblich von den Kommunisten dominierten Republikaner verloren 1939 den Krieg gegen die Nationalisten unter Franco.

#### Zweiter Weltkrieg und Nachkriegszeit
Ende der 1930er Jahre drängte das nationalsozialistische Deutschland auf die Eroberung neuer Gebiete. Stalin verhandelte zunächst mit den Westmächten, verlangte aber von Polen, dass es im Kriegsfall sowjetischen Truppen den Durchmarsch erlaube. Polen weigerte sich, auch aufgrund der Erfahrungen von 1920. Schließlich unterzeichneten Deutschland und die Sowjetunion Ende August 1939 den Hitler-Stalin-Pakt. Mit diesem angeblichen Nichtangriffspakt teilten beide Mächte die Länder zwischen sich auf. Die Sowjetunion sollte dadurch im Wesentlichen die Gebiete zurückerhalten, die vor dem Ersten Weltkrieg noch zu Russland gehört hatten.
Durch den Pakt im Osten abgesichert griff Hitler Polen an, das er innerhalb von Wochen besiegte; Stalin hatte somit den Zweiten Weltkrieg ermöglicht. Bald nach Kriegsbeginn rückte die Sowjetunion in den Ostteil Polens ein, den der Pakt ihr zugesprochen hatte. Finnland wehrte sich im Winterkrieg gegen eine sowjetische Besetzung, musste aber in einem Friedensvertrag große Gebietsverluste im Süden hinnehmen. Die drei baltischen Länder hingegen konnte Stalin mittels Drohungen annektieren. In dieser Zeit arbeiteten Deutschland und die Sowjetunion wirtschaftlich eng zusammen, die sowjetischen Rohstofflieferungen machten Hitlers Kriegsführung mittelfristig erst möglich.
Am 22. Juni 1941 überraschte Deutschland jedoch die Sowjetunion mit einem militärischen Angriff und brach damit den Pakt und die anderthalb Jahre währende Zusammenarbeit. Innerhalb von Wochen und Monaten eroberte Deutschland große Teile des europäischen Russlands und beging dabei schwere Kriegsverbrechen. Ziel der Nationalsozialisten war letztlich die Ermordung zahlreicher Einwohner der Sowjetunion und die Versklavung der Überlebenden. Aus den Trümmern der Sowjetunion sollte ein Kolonialgebiet für deutsche Siedler entstehen.

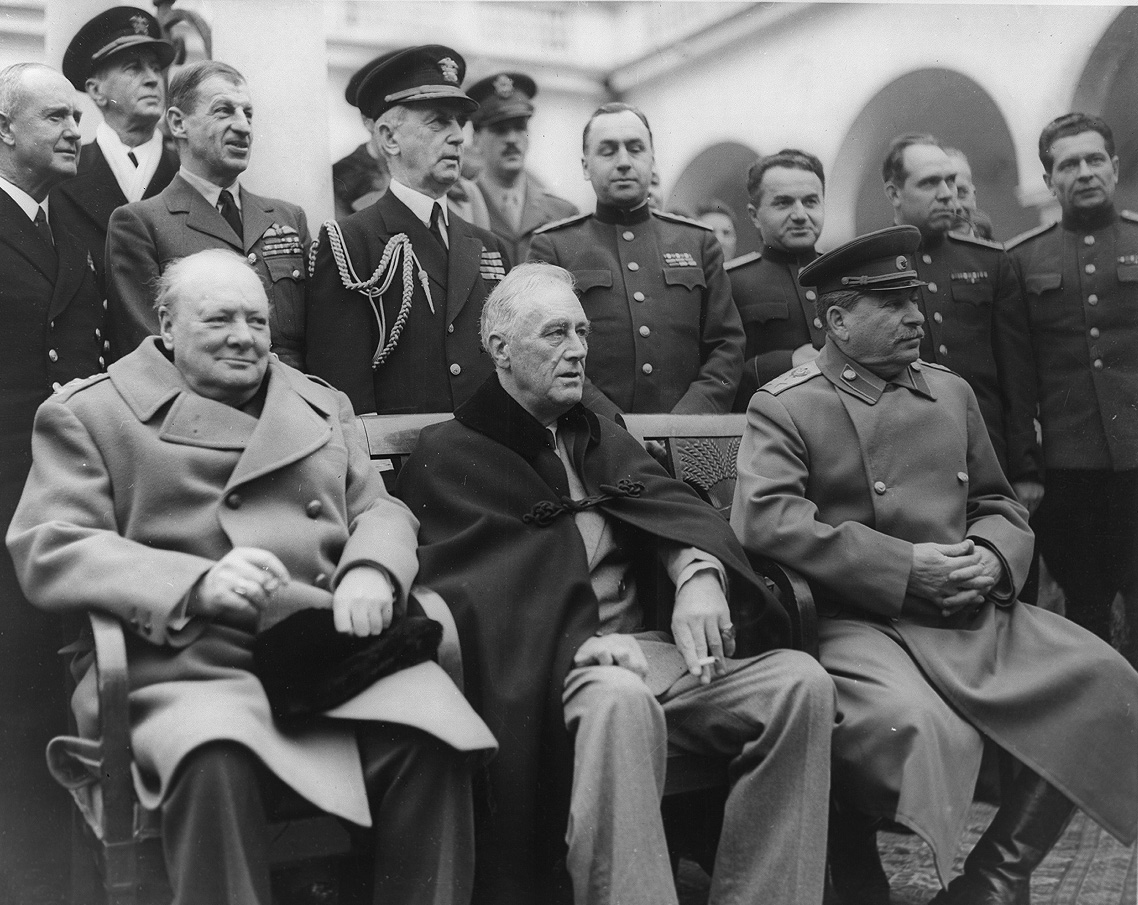
Josef Stalin mit Roosevelt und Churchill (vorne sitzend, von rechts), während der Konferenz von Jalta 1945

Stalin ging daher Bündnisse mit den Westmächten ein (Anti-Hitler-Koalition), von denen die Sowjetunion erhebliche Güterlieferungen erhielt. Im Mai 1945 war Deutschland besiegt, im September Japan. Zwar hatte die Sowjetunion 1941 einen Nichtangriffsvertrag mit Japan unterzeichnet, doch kurz vor Kriegsende brach die Sowjetunion den Vertrag und marschierte in das japanisch besetzte Nordchina ein. Letzteres verhalf den chinesischen Kommunisten zum Sieg im Bürgerkrieg gegen die chinesischen Nationalisten. Die Volksrepublik China, 1949 offiziell gegründet, schien zunächst ein natürlicher Bündnispartner der Sowjetunion zu sein, doch spätestens im Laufe der 1960er Jahre wurden beide Mächte zu Rivalen wegen anhaltender Grenzkonflikte, ideologischer Differenzen sowie der Frage, wer die Vormacht der kommunistischen Welt war.
Die sowjetische Außenpolitik nach dem Krieg wurde durch Stalins Denken in den Kategorien von Einflusszonen bestimmt. Er sah sie als verlässliches Mittel in der von ihm erwarteten Verschärfung der internationalen Beziehungen, verursacht durch den Systemantagonismus zwischen der UdSSR und den Westmächten. Stalin stellte darauf ab, die Sowjetunion in Form von drei Ringen strategisch abzusichern. Der erste Ring bestand aus dem Baltikum, Ostpolen und einem Teil von Ostpreußen. Der zweite Ring bestand aus den kommunistischen Satellitenregimen. Und beim dritten Ring sollten Staaten auf einer Zwischenstufe zwischen Kapitalismus und Kommunismus eine Pufferzone von Skandinavien über Mitteleuropa bis Italien bilden.
Die Rote Armee war 1945 bis zur Elbe, nach Österreich und in den Großteil Jugoslawiens vorgedrungen. Danach versuchte die Sowjetunion, oft erfolgreich, in den wiederhergestellten Ländern von ihr abhängige Regime zu errichten:
- Polen, die Tschechoslowakei, Ungarn, Rumänien und Bulgarien waren dauerhaft von der zweiten Hälfte der 1940er Jahre an bis 1989/1990 von Kommunisten regiert und de facto Satellitenstaaten der Sowjetunion. Rumänien betrieb allerdings seit den 1960er Jahren eine relativ selbständige Außenpolitik.
- Die Deutsche Demokratische Republik war für die Sowjetunion von besonderer Bedeutung, da sie dort Besatzungsrechte hatte, die auch von den Westmächten anerkannt worden waren (im Rahmen des Siegs gegen Hitler-Deutschland). Während Walter Ulbricht noch einen in Grenzen eigenständigen Kurs fahren wollte, erkannten seine Nachfolger umso stärker die Führungsrolle der Sowjetunion an.
- Das kommunistische Jugoslawien unter Tito brach bald mit Stalin und verfolgte offiziell einen eigenen Kurs zwischen West und Ost. Albanien orientierte sich seit Ende der 1960er Jahre am kommunistischen China und war im Wesentlichen außenpolitisch isolationistisch eingestellt.
- In Griechenland kam es zu einem Bürgerkrieg (1945–1949), in dem die Kommunisten unterlagen.
- Finnland musste die Gebiete, die es 1940 an die Sowjetunion verloren hatte und 1941 an der Seite des Deutschen Reichs zurückerobern konnte, endgültig abtreten, dafür konnte das Land seine Unabhängigkeit bewahren. Die Sowjetunion sicherte sich zudem Besatzungsrechte in einigen finnischen Häfen und hatte einen erheblichen Einfluss auf die finnische Innenpolitik.

Die europäischen Bündnispartner der Sowjetunion waren militärisch in der Warschauer Vertragsorganisation und wirtschaftlich im Rat für gegenseitige Wirtschaftshilfe (RGW) zusammengefasst. Mehrfach griff die Sowjetunion militärisch ein, um die kommunistischen Regime vor Aufstandsversuchen zu retten (zum Beispiel DDR 1953) oder aber das Regime selbst unter sowjetischer Abhängigkeit zu behalten (zum Beispiel Ungarn 1956).

#### Kalter Krieg
Schon bald nach Ende des Zweiten Weltkrieges kam es zu Spannungen mit den Westmächten, zum Beispiel wegen der Spaltung Deutschlands, wegen der Truppen, welche die Sowjetunion dauerhaft im Iran halten wollte, wegen der versuchten Einflussnahme in der Türkei und allgemein wegen der Menschenrechtsverletzungen innerhalb der Sowjetunion. Zu den Vorgängen, die das Ansehen der Sowjetunion nachhaltig schädigten und die Westmächte auf Distanz gehen ließen, gehörte auch der kommunistische Umsturz in Prag im Februar 1948.

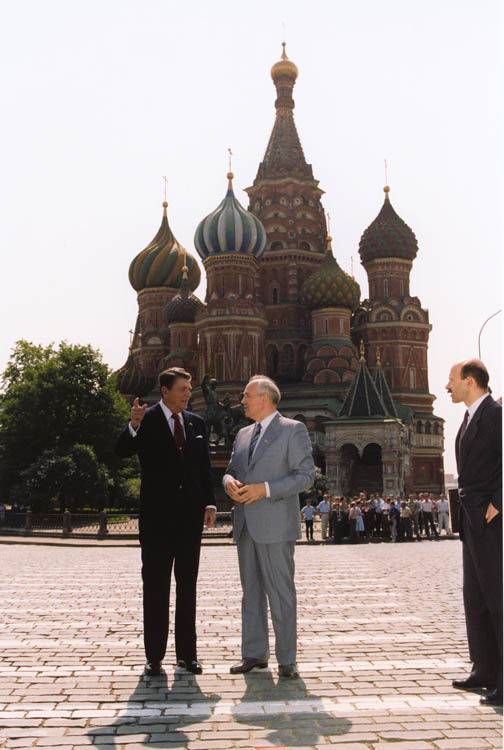
Gorbatschow und Ronald Reagan in Moskau (1988)

Vor allem mit den USA lieferte sich die Sowjetunion ein umfangreiches Wettrüsten; seit den 1960er Jahren war durch die technische Entwicklung eine Situation entstanden, in der beide Supermächte genügend Atomwaffen hatten, um den Gegner in kürzester Zeit vollständig zu vernichten. Nach dem Tod Stalins 1953 sprachen die Nachfolger verstärkt davon, in einer „friedlichen Koexistenz“ die USA auf wirtschaftlichem, wissenschaftlichem und kulturellem Gebiet zu überholen. Die Sowjetunion bemühte sich ferner mit politischen, wirtschaftlichen und militärischen Mitteln, in den ehemaligen Kolonien der Westmächte in Afrika und Asien Einfluss zu erhalten, auch in Südamerika. Nur selten aber gelang es ihr, dauerhafte Bündnispartner zu gewinnen, wie das Regime von Fidel Castro auf Kuba.
Im Kalten Krieg wechselten sich Phasen der Entspannung und der Konfrontation einander ab oder überlappten sich auch zum Teil. Die Sowjetunion hatte die westlichen Länder auch zum Handelspartner. Eine neue Entspannungsphase trat Mitte der 1980er Jahre mit dem Amtsantritt von Michail Gorbatschow ein, der den kommunistischen Bündnispartnern einen größeren Freiraum gewähren wollte. Gleichzeitig wurde es der Sowjetunion wirtschaftlich immer schwieriger, ihre Bündnispartner zu unterstützen. Dies trug dazu bei, dass 1989/1990 die Abhängigkeitsfaktoren im östlichen Bündnis ihre Wirkung verloren.

#### Mitgliedschaften in internationalen Organisationen
- Vereinte Nationen: Die Sowjetunion war seit 1945 Gründungsmitglied der UNO. Sie hatte ein besonderes Vetorecht im Sicherheitsrat der UNO.
- Nebenorganisationen der UNO (Internationale Atomenergieorganisation, Internationale Zivilluftfahrt-Organisation, Internationale Arbeitsorganisation, Internationale Seeschifffahrts-Organisation, Internationale Fernmeldeunion, UNESCO, Weltpostverein, Welthandels- und Entwicklungskonferenz, Ausbildungs- und Forschungsinstitut der Vereinten Nationen, Weltgesundheitsorganisation, Weltorganisation für geistiges Eigentum, Weltorganisation für Meteorologie)
- Die Belarussische SSR und die Ukrainische SSR waren seit 1945 separate Mitglieder der UNO und der meisten Nebenorganisationen der UNO.
- Warschauer Vertragsorganisation – WVO: Verteidigungsbündnis der Ostblockstaaten seit 1955
- Rat für gegenseitige Wirtschaftshilfe (seit 1949)
- Konferenz über Sicherheit und Zusammenarbeit in Europa (seit 1975) sowie KVAE
- Weitere Mitgliedschaften: Wirtschaftskommission für Europa, Wirtschafts- und Sozialkommission für Asien und den Pazifik, ICCO, Interparlamentarische Union, Interpol, Internationales Olympisches Komitee

#### Verhältnis zu Deutschland

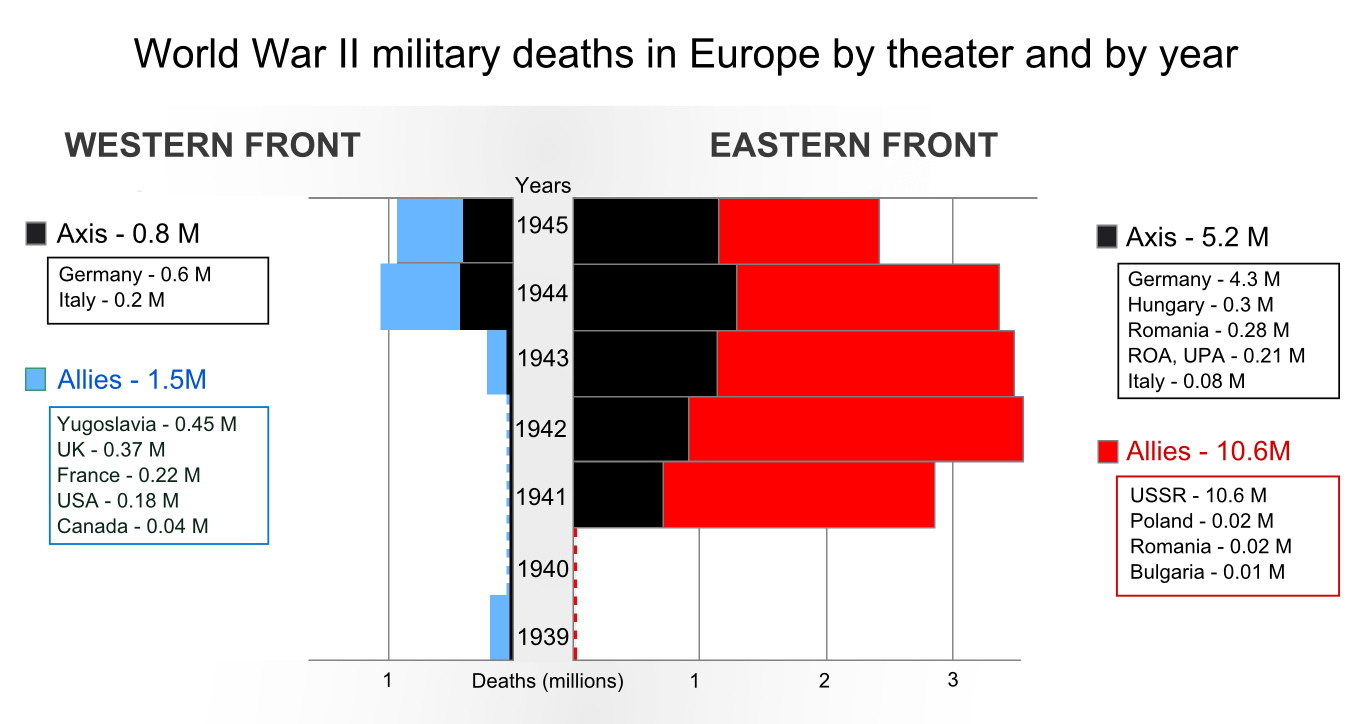
Sowjetische und deutsche militärische Verluste im Zweiten Weltkrieg

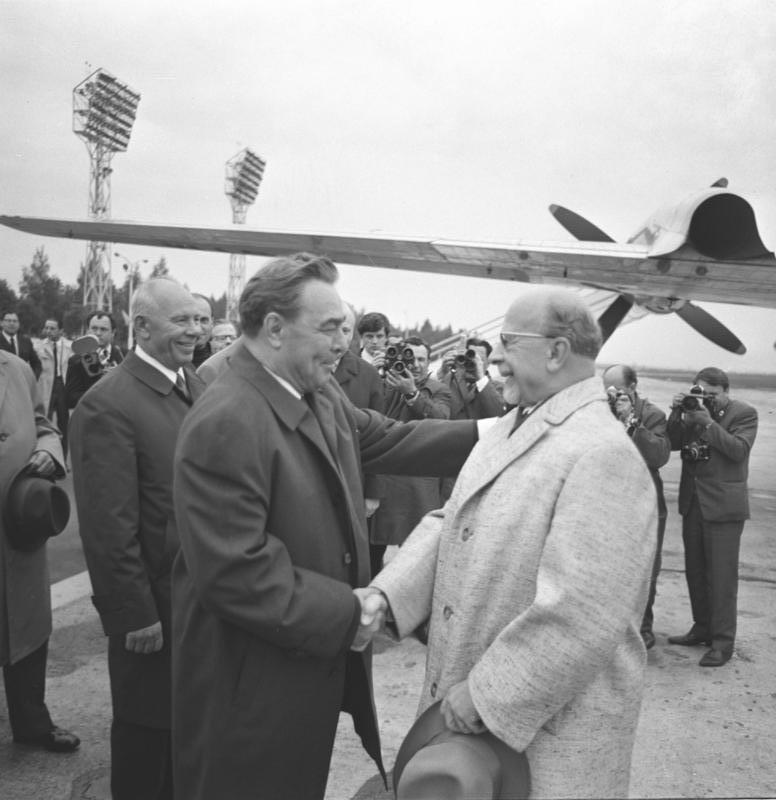
Walter Ulbricht, Leonid Breschnew und Nikolai Podgorny in Moskau (1969)

Ein wichtiger Schritt aus der selbst gewählten Isolierung bildete der Ausgleich mit Deutschland im Vertrag von Rapallo von 1922, das die UdSSR als erster ausländischer Staat diplomatisch anerkannte. Erst am 18. September 1934 trat die Sowjetunion dem Völkerbund bei.
Das Verhältnis zum nationalsozialistischen Regime in Deutschland war von Anfang an sehr gespannt. Die aggressive Außenpolitik Adolf Hitlers und seine Herabwürdigung der slawischen Völker als „Untermenschen“, ebenso wie seine extreme Feindschaft zum Kommunismus, beeinträchtigten die deutsch-sowjetischen Beziehungen sehr stark. Um Teile von Polen annektieren zu können, schlossen die Sowjetunion und Deutschland am 23. August 1939 den deutsch-sowjetischen Nichtangriffspakt. In einem geheimen Zusatzprotokoll zu diesem Vertrag legten beide anschließend ihre Interessenssphären in Osteuropa fest.
Mit einer Erklärung der sowjetischen Regierung vom 25. März 1954 nahm die UdSSR, nach dem Scheitern der Außenministerkonferenz der vier Besatzungsmächte in Berlin (25. Januar bis 18. Februar 1954), mit der Deutschen Demokratischen Republik „die gleichen Beziehungen auf wie mit anderen souveränen Staaten“ und gewährte ihr am 20. September 1955 in inneren und äußeren Angelegenheiten die staatliche Souveränität. Der Anteil an der Viermächte-Verantwortung für Gesamtdeutschland wurde hierbei ausdrücklich betont. Die drei Westmächte hielten dagegen bereits am 8. April 1954 fest, dass sie auch „weiterhin die Sowjetunion als die verantwortliche Macht für die sowjetische Zone Deutschlands betrachten“. So behielt sich auch das sowjetische Oberkommando ohne Mitspracherecht der DDR vor, „im Falle der Bedrohung der Sicherheit“ alle Maßnahmen zu ergreifen, die es für notwendig erachtete. Nachdem am 25. Januar 1955 der Kriegszustand mit Deutschland für beendet erklärt worden war, kehrten die letzten deutschen Soldaten aus sowjetischer Kriegsgefangenschaft zurück. Daraufhin unterhielt die Sowjetunion ab September 1955 diplomatische Beziehungen zur Bundesrepublik Deutschland, da diese darin auch ein mögliches Mittel zur Überwindung der Spaltung und zur Wiederherstellung der Einheit Deutschlands sah.

#### Verhältnis zur Dritten Welt

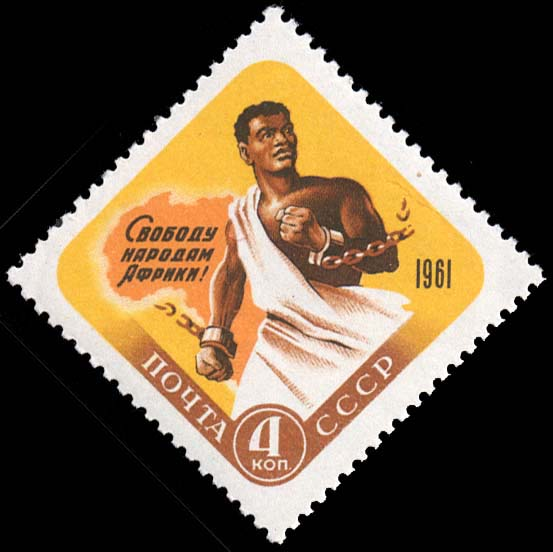
Sowjetische Briefmarke (1961)

Nachdem sich die Sowjetunion von den eurozentristischen und xenophoben Perspektiven der 1930er und 1940er Jahre befreit hatte, bemühte sie sich seit Mitte der 1950er Jahre, Beziehungen zur durch Dekolonisierung entstandenen Dritten Welt aufzubauen. Als Motiv kann dabei gesehen werden, die blockfreien Länder an das sowjetische Herrschaftssystem anzubinden. Chruschtschows symbolträchtige Besuche in Indien, Burma und Afghanistan 1955, das Austragen des Weltfestivals der Jugend in Moskau 1957 und die Gründung der Universität für Völkerfreundschaft 1960 sind Ergebnisse dieser Politik. Der Mangel an Afrikanern, Südasiaten und Lateinamerikanern, die in der Sowjetunion lebten, und ein fast vollständiges Fehlen von Personen, deren Reiseaktivität die Allianz zwischen UdSSR und Dritter Welt hätte aufrechterhalten können, erschwerten jedoch den Aufbau langfristiger Beziehungen. Ein weiterer Faktor für den bestenfalls langsam verlaufenden Aufbau außenpolitischer Beziehungen mit Ländern der Dritten Welt war die unzureichende außenwirtschaftliche Hilfe- und Leistungsfähigkeit der Sowjetunion. Dadurch gingen einige politische, ideologische und militärische Anknüpfungspunkte wieder verloren.
Zu Beginn der 1960er Jahre vermehrte die Sowjetunion ihr Engagement für Drittweltstaaten in der UNO. Erstens unterstützte sie einige UN-Entwicklungsprojekte fortan finanziell. Zweitens versuchte sie, die neu in die Vereinten Nationen eingetretenen, dekolonisierten Staaten auf ihre Seite zu ziehen. Beispielhaft hierfür sind Chruschtschows Reden auf der UN-Vollversammlung 1960, in denen er der UN vorwarf, bei der Kongo-Krise den diktatorischen Putschisten Mobutu zu unterstützen. Seine Forderung nach umfangreichen Reformen der UNO fand in den Reihen der neuen Mitgliedstaaten kaum Unterstützung, da diese befürchteten, die Reformen könnten zur Zerstörung einer Institution führen, die ihnen endlich Mitsprache versprach.
Bemerkenswert ist der Fall von Angola, in dem durch das Eingreifen der Sowjetunion (sowie Kubas und der DDR) ein lokaler Konflikt den Charakter eines Stellvertreterkrieges im Kalten Krieg bekam.

## Militär

### Streitkräfte
Die Streitkräfte der Sowjetunion umfassten nach dem Gesetz die Armee, die Marine sowie weitere bewaffnete Formationen. Die Armee entstand nach der Oktoberrevolution von 1917. Ihre Bezeichnung „Rote Armee“, russ. Рабоче-крестьянская Красная Армия (РККА) Rabotsche-krestjanskaja Krasnaja Armija, deutsch ‚Rote Arbeiter- und Bauernarmee‘, wurde 1946 offiziell in „Sowjetarmee“, russ. Советская Армия (СА) Sowjetskaja Armija geändert. Das sowjetische Atombombenprojekt führte 1949 zur Etablierung der Sowjetunion als zweite Atommacht nach den USA.

### Verteidigungsminister
Die Verteidigungsminister (vor dem 16. März 1946 Volkskommissare) waren Trotzki, Frunse, Woroschilow, Timoschenko, Stalin, Bulganin (zweimal), Wassilewski, Schukow, Malinowski, Gretschko, Ustinow, Sokolow, Jasow und Schaposchnikow.

## Gliedstaaten und weitere Entitäten
1. – Armenische SSR
2. – Aserbaidschanische SSR
3. – Weißrussische SSR
4. – Estnische SSR
5. – Georgische SSR
6. – Kasachische SSR
7. – Kirgisische SSR
8. – Lettische SSR
9. – Litauische SSR
10. – Moldauische SSR
11. – Russische SFSR
12. – Tadschikische SSR
13. – Turkmenische SSR
14. – Ukrainische SSR
15. – Usbekische SSR

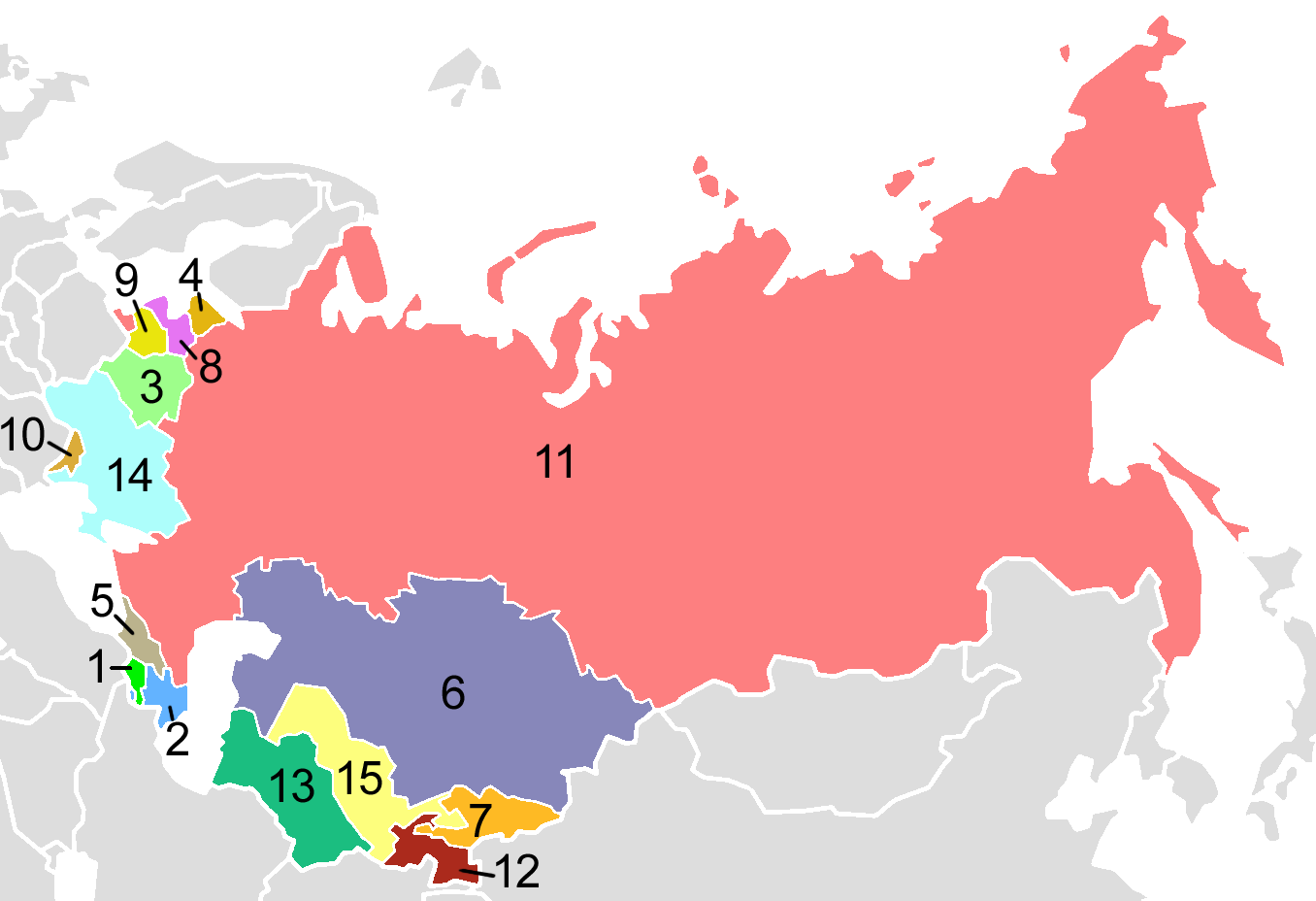
Die 15 Unionsrepubliken zwischen 1956 und 1991

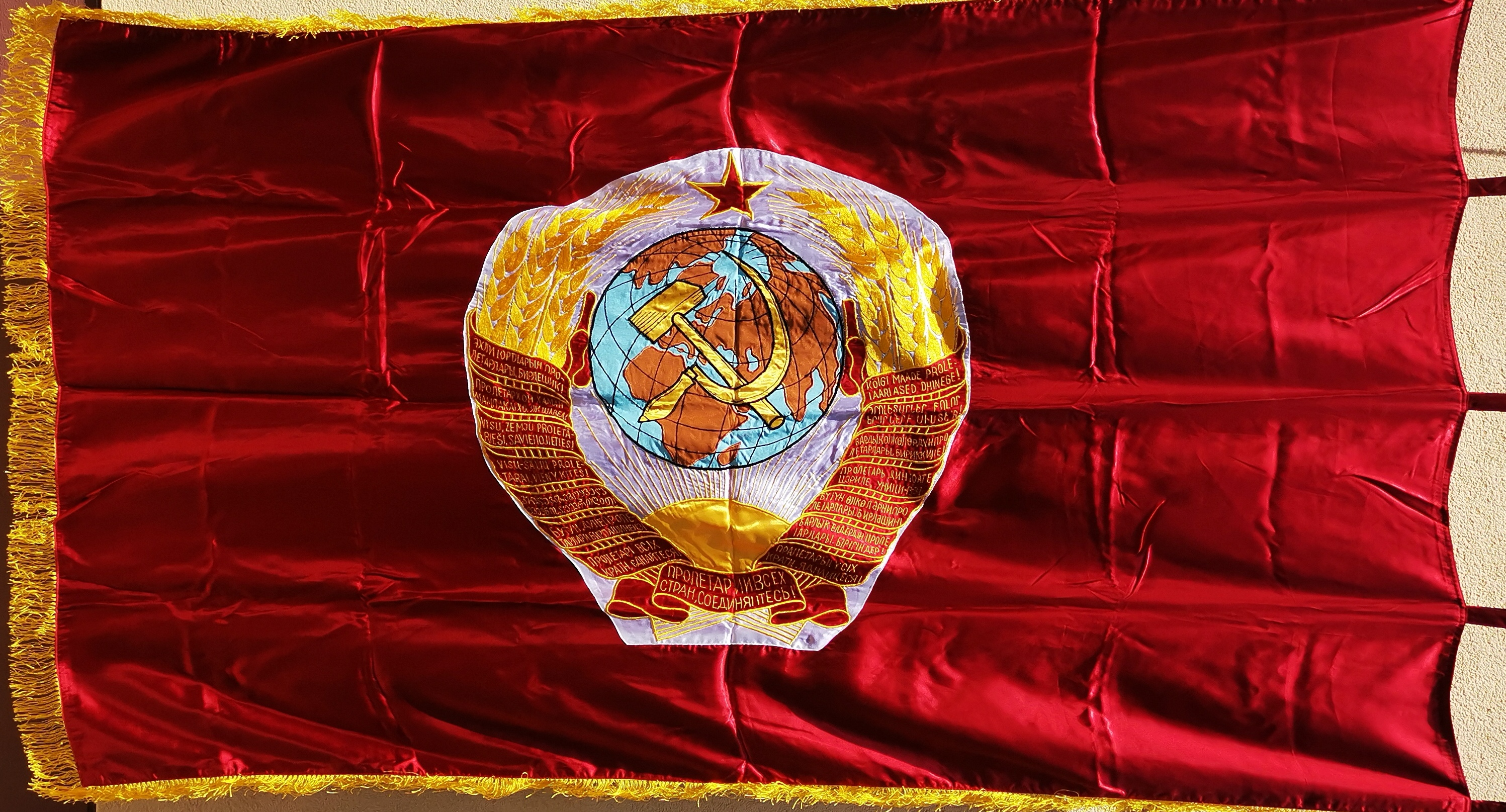
Fahne mit Wappen der UdSSR

Die Sowjetunion war verfassungsrechtlich eine Föderation. Von 1956 bis 1991 gab es als Gliedstaaten 15 nationale sozialistische Sowjetrepubliken (auch Unionsrepubliken genannt), die gemäß Artikel 72 auch das Recht hatten, wieder aus der Union auszutreten. Jede Unionsrepublik hatte ihre eigene Hauptstadt, jedoch hatte Moskau als überregionale und teilrepublikübergreifende Hauptstadt der Sowjetunion sowie der RSFSR einen besonderen Status. Die Republiken hatten ihre eigenen Verfassungen, die, wie die Verfassung der gesamten Union, theoretisch die Gewaltenteilung in der Sowjetunion garantieren sollten. In der Praxis hatte die zentrale Regierung jedoch alle wichtigen Befugnisse an sich gezogen und traf Entscheidungen, die von den regionalen Behörden nur ausgeführt wurden.
Innerhalb dieser Republiken gab es sogenannte Autonome Sozialistische Sowjetrepubliken (zum Beispiel Nachitschewan), Autonome Gebiete, zum Beispiel die Jüdische Autonome Oblast oder auch Autonome Kreise. Alle diese Entitäten trugen theoretisch Staatscharakter, die auch innerhalb der Sowjetunion galten. Verschiedene Interpretationen der sowjetischen Verfassung des Jahres 1977 sind bedeutsam für einige Konflikte im postsowjetischen Raum. Ein Beispiel dafür ist Abchasien als Abchasische Autonome Republik oder Bergkarabach, ein mehrheitlich von Armeniern besiedeltes Gebiet innerhalb Aserbaidschans: Nachdem sowohl Armenier als auch Aserbaidschaner Anspruch auf das Gebiet erhoben hatten, wurde am 5. Juli 1921 entschieden, dass es bei der Aserbaidschanischen Sowjetrepublik verbleibt und 1923 die Grenzen des Autonomen Gebiets Berg-Karabach festgelegt.
| Unionsrepublik der UdSSR        | Unionsrepublik der UdSSR | Unionsrepublik der UdSSR | Unionsrepublik der UdSSR | Heutige Staaten | GUS       | NATO | EU    | EURASEC       | EAEU | GUAM (bis 2005 GUUAM) | OVKS | SCO  |
| ------------------------------- | ------------------------ | ------------------------ | ------------------------ | --------------- | --------- | ---- | ----- | ------------- | ---- | --------------------- | ---- | ---- |
| Russische SFSR                  | 1922–1956                | Russische SFSR           | 1956–1991                | Russland        | 1991      | –    | –     | 2002–2015     | 2015 | –                     |      | 1996 |
| Karelo-Finnische SSR            | 1940–1956                | Russische SFSR           | 1956–1991                | Russland        | 1991      | –    | –     | 2002–2015     | 2015 | –                     |      | 1996 |
| Belarussische SSR               | Belarussische SSR        | Belarussische SSR        | 1922–1991                | Belarus         | 1991      | –    | –     | 2002–2015     | 2015 | –                     |      | –    |
| Estnische SSR                   | Estnische SSR            | Estnische SSR            | 1940–1990/91             | Estland         | –         | 2004 | 2004  | –             | –    | –                     | –    | –    |
| Lettische SSR                   | Lettische SSR            | Lettische SSR            | 1940–1990/91             | Lettland        | –         | 2004 | 2004  | –             | –    | –                     | –    | –    |
| Litauische SSR                  | Litauische SSR           | Litauische SSR           | 1940–1990/91             | Litauen         | –         | 2004 | 2004  | –             | –    | –                     | –    | –    |
| Moldauische SSR                 | Moldauische SSR          | Moldauische SSR          | 1940–1991                | Moldau          | 1991      | –    | Beit. | Beo. bis 2015 | Beo. | 1997                  | –    | –    |
| Ukrainische SSR                 | Ukrainische SSR          | Ukrainische SSR          | 1922–1991                | Ukraine         | 1991–2018 | Beo. | Beit. | Beo. bis 2015 | –    | 1997                  | –    | –    |
| Transkaukasische SFSR 1922–1936 | Armenische SSR           | Armenische SSR           | 1936–1991                | Armenien        | 1991      | –    | –     | Beo. bis 2015 | 2015 | –                     |      | –    |
| Transkaukasische SFSR 1922–1936 | Aserbaidschanische SSR   | Aserbaidschanische SSR   | 1936–1991                | Aserbaidschan   | 1991      | –    | –     | –             | –    | 1997                  | –    | –    |
| Transkaukasische SFSR 1922–1936 | Georgische SSR           | Georgische SSR           | 1936–1991                | Georgien        | 1993–2008 | Beo. | Beit. | –             | –    | 1997                  | –    | –    |
| Kasachische SSR                 | Kasachische SSR          | Kasachische SSR          | 1936–1991                | Kasachstan      | 1991      | –    | –     | 2002–2015     | 2015 | –                     |      | 1996 |
| Kirgisische SSR                 | Kirgisische SSR          | Kirgisische SSR          | 1936–1991                | Kirgisistan     | 1991      | –    | –     | 2002–2015     | 2015 | –                     |      | 1996 |
| Tadschikische SSR               | Tadschikische SSR        | Tadschikische SSR        | 1929–1991                | Tadschikistan   | 1991      | –    | –     | 2002–2015     | –    | –                     |      | 1996 |
| Turkmenische SSR                | Turkmenische SSR         | Turkmenische SSR         | 1925–1991                | Turkmenistan    | 1991–2005 | –    | –     | –             | –    | –                     | –    | –    |
| Usbekische SSR                  | Usbekische SSR           | Usbekische SSR           | 1925–1991                | Usbekistan      | 1991      | –    | –     | –             | Beo. | 1999–2005             | –    | 2001 |

Legende:
- Unionsrepublik: Name der SSR
- UdSSR: Mitgliedschaft in der Sowjetunion
- Heutige Staaten: Staat, der nach Auflösung (1991) der Sowjetunion entstanden ist oder die Unabhängigkeit von der UdSSR erklärt hat
- GUS: Mitgliedschaft in der Gemeinschaft unabhängiger Staaten
- NATO: Mitgliedschaft in der Nordatlantikvertrag-Organisation
- EU: Mitgliedschaft in der Europäischen Union
- EURASEC: Mitgliedschaft in der Eurasischen Wirtschaftsgemeinschaft
- EAEU: Mitgliedschaft in der Eurasischen Wirtschaftsunion
- GUUAM: Mitgliedschaft in der GUAM (Sicherheitsallianz von Georgien, Ukraine, Aserbaidschan und Moldau)
- OVKS: Mitgliedschaft in der Organisation des Vertrags über kollektive Sicherheit
- SCO: Mitgliedschaft in der Shanghaier Organisation für Zusammenarbeit
- Beit.: Beitrittskandidaten der Europäischen Union
- Beo.: Beobachter

| Republik               | Hauptstadt | Einwohner 1989 | Anteil an der Gesamtbevölkerung | Einwohner Juli 2007 | Bevölkerungsentwicklung 1989–2007 | Bevölkerungsdichte (Einw./km²) | Fläche (km²) | Anteil an der Gesamtfläche |
| ---------------------- | ---------- | -------------- | ------------------------------- | ------------------- | --------------------------------- | ------------------------------ | ------------ | -------------------------- |
| Russische SFSR         | Moskau     | 147.386.000    | 51,40 %                         | 141.377.752         | −4,0 %                            | 8,6                            | 17.075.200   | 76,65 %                    |
| Ukrainische SSR        | Kiew       | 51.706.746     | 18,03 %                         | 46.299.862          | −10,5 %                           | 85,6                           | 603.700      | 2,71 %                     |
| Usbekische SSR         | Taschkent  | 19.906.000     | 6,94 %                          | 27.780.059          | +39,6 %                           | 44,5                           | 447.400      | 2,01 %                     |
| Kasachische SSR        | Alma-Ata   | 16.711.900     | 5,83 %                          | 15.284.929          | −8,5 %                            | 6,1                            | 2.717.300    | 12,20 %                    |
| Belarussische SSR      | Minsk      | 10.151.806     | 3,54 %                          | 9.724.723           | −4,2 %                            | 48,9                           | 207.600      | 0,93 %                     |
| Aserbaidschanische SSR | Baku       | 7.037.900      | 2,45 %                          | 8.120.247           | +15,4 %                           | 81,3                           | 86.600       | 0,39 %                     |
| Georgische SSR         | Tiflis     | 5.400.841      | 1,88 %                          | 4.646.003           | −14,0 %                           | 77,5                           | 69.700       | 0,31 %                     |
| Tadschikische SSR      | Duschanbe  | 5.112.000      | 1,78 %                          | 7.076.598           | +38,4 %                           | 35,7                           | 143.100      | 0,64 %                     |
| Moldauische SSR        | Chișinău   | 4.337.600      | 1,51 %                          | 4.320.490           | −0,4 %                            | 128,2                          | 33.843       | 0,15 %                     |
| Kirgisische SSR        | Frunse     | 4.257.800      | 1,48 %                          | 5.284.149           | +24,1 %                           | 21,4                           | 198.500      | 0,89 %                     |
| Litauische SSR         | Vilnius    | 3.689.779      | 1,29 %                          | 3.575.439           | −3,1 %                            | 56,6                           | 65.200       | 0,29 %                     |
| Turkmenische SSR       | Aşgabat    | 3.522.700      | 1,23 %                          | 5.097.028           | +44,7 %                           | 7,2                            | 488.100      | 2,19 %                     |
| Armenische SSR         | Jerewan    | 3.287.700      | 1,15 %                          | 2.971.650           | −9,6 %                            | 110,3                          | 29.800       | 0,13 %                     |
| Lettische SSR          | Riga       | 2.666.567      | 0,93 %                          | 2.259.810           | −15,3 %                           | 41,3                           | 64.589       | 0,29 %                     |
| Estnische SSR          | Tallinn    | 1.565.662      | 0,55 %                          | 1.315.912           | −16,0 %                           | 34,6                           | 45.226       | 0,20 %                     |
| Insg. (Sowjetunion)    | (Moskau)   | (286.741.001)  | 100 %                           | 285.134.651         | −0,56 %                           | 12,8                           | 22.275.858   | 100 %                      |

## Wirtschaft und Industrie

### Organisation, Grundlagen und Bündnisse
Die wirtschaftliche Führung lag bei den Zentralorganen der kommunistischen Staatspartei, die über Ziele und Mittel für die Wirtschaft entschieden. Oberstes perspektivisches Ziel war dabei der Aufbau einer kommunistischen Gesellschaft.
Die politischen und wirtschaftlichen Bedingungen unmittelbar nach der Oktoberrevolution von 1917 (Kriegskommunismus) und in den 1920er Jahren (Neue Ökonomische Politik) und das Fehlen einer Theorie der zentralen Planung, zwang die Führung zunächst zum ordnungspolitischen Kurswechsel. Ab 1928 wurden unter Josef Stalin die Grundzüge des Sowjetischen Wirtschaftssystems ausgeformt, wobei der Aufbau der Industrie absoluten Vorrang erhielt. Dazu verfestigte die Sowjetunion die Zentralverwaltungswirtschaft. Die Produktion von Gütern wurde nach einem strengen Plan überwacht. Wesentliche Merkmale der Wirtschaft der Sowjetunion waren die verstaatlichten Produktionsmittel und Firmen, die zentrale Steuerung des Wirtschaftsprozesses, die zentrale Festlegung von Preisen und Löhnen und ein stabiles Außenhandelsmonopol. Der Großteil der landwirtschaftlichen Nutzfläche befand sich nun in genossenschaftlichem Besitz, wobei die Landwirtschaft aber genauso der staatlichen Planung unterstand. Die zentrale Planungsbehörde der Sowjetunion, der Gosplan, erarbeitete aufgrund von Prognosen über die gesellschaftlichen Bedürfnisse jeweils einen Plan für meist ein Jahr, der in Mehrjahrespläne (z. B. Fünfjahrplan) eingebunden war. Den einzelnen Betrieben wurden durch diesen Plan genaue Mengen, an die sie sich präzise halten mussten, vorgegeben.
Am 25. Januar 1949 wurde mit den meisten Ostblockstaaten der Rat für gegenseitige Wirtschaftshilfe gegründet. Die Sowjetunion subventionierte die osteuropäischen Satellitenstaaten durch billige Rohstofflieferungen, vor allem Erdöl, weshalb diese Staaten für die Sowjetunion unter dem Strich ein Zuschussbetrieb darstellten. Bei den Lieferungen zwischen 1960 und 1980 hat man die Differenz zum Weltmarktpreis mit 87,2 Milliarden US-Dollar (zu Preisen von 1980) errechnet. Nach Meinung des Historikers Stefan Plaggenborg hätten die Regierungen keinen hintersinnigeren Namen für die „Erdölleitung Freundschaft“ finden können, denn das darin strömende Öl schmierte die politische Freundschaft.
Nach Stalins Tod 1953 wurde mehrfach versucht, den straffen Planzentralismus zu reformieren und den Lenkungsapparat zu reorganisieren (1965 und 1979), ohne jedoch die grundlegenden Ordnungselemente des zentralverwaltungswirtschaftlichen Systems zu verändern.
Die Fehler und Mängel der Planwirtschaft konnten lange durch extensives Wirtschaften ausgeglichen werden, da die Sowjetunion ein riesiges und rohstoffreiches Land war. Ab den 1970er Jahren stieß die jahrelang extensiv betriebene Volkswirtschaft an ihre Grenzen. Die Wachstumsraten fielen und der Unmut der Bevölkerung vergrößerte sich. Es ergaben sich ansteigende Engpässe und Schwierigkeiten im Wirtschaftskreislauf:
- hohe Verluste beim Rohstoff- und Energieeinsatz bei der Produktverarbeitung
- zu langsame Einführung neuer Techniken
- Lebensmittelknappheit
- unzureichendes Konsumgüterniveau
- schlechter Zustand des Wohnungswesens
- unzulängliche Verhältnisse bei den Dienstleistungen.

Hinzu kamen überdimensionierte Ausgaben für das Militär. Die Sowjetunion musste aus ideologischen und machtpolitischen Gründen eine große Streitmacht unterhalten. Um eine militärisch-strategische Parität mit den USA erreichen zu können, gab die Sowjetunion daher für das Militär 18 Prozent ihres Nationaleinkommens aus, während für die Konsumgüterproduktion nur sechs Prozent verwendet wurden.

### Industrie
Die Industrie der Sowjetunion war nicht völlig zentralisiert, sondern in Territorialen Produktionskomplexen organisiert, die sich selbst versorgen können sollten.

### Energiewirtschaft

Einheitliches Energiesystem der Sowjetunion

Vor 1956 bestand das Stromnetz der Sowjetunion aus mehreren unabhängigen Teilnetzen unter der Führung der Zentralen Lastverteilers des Einheitlichen Energiesystems (EES), die dem Minenergo unterstand. Der Großverbund begann mit dem Zusammenschluss der Verbundnetze Zentral und Mittlere Wolga durch den Bau der ersten 400-kV-Leitung Moskau-Kuibyschew (ab 1959 500 kV).
1990 bestand das EES aus elf Stromringen, von denen zwei (Fernost und Zentralasien) nicht parallel geschaltet waren. Zum 1. Januar 1991 betrug die installierte Leistung aller Kraftwerke der Sowjetunion 325 GW, von denen 288,6 GW synchron zusammengeschaltet waren.

### Währung

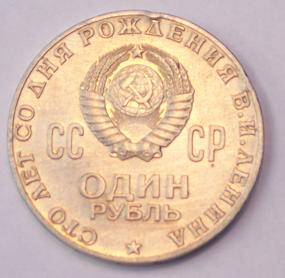
Ein Rubel aus dem Jahre 1970

Die offizielle Währung der Sowjetunion war der Rubel, der in 100 Kopeken unterteilt wird. Im Jahre 1922 verursachte Wladimir Lenin dem Parteiprogramm entsprechend eine Hyperinflation. Somit verfolgte er das Ziel in der kommunistischen Lehre, das Geld schrittweise abzuschaffen oder zumindest dessen Bedeutung einzuschränken, was mit einem Dekret nicht möglich wäre. So entwertete er seinen Zielen entsprechend alles umlaufende Finanzkapital (siehe auch Lenin und der Bürgerkrieg 1918 bis 1922). Nach mehreren Jahren voller militärischer Konflikte, wirtschaftlichen Krisen und Problemen war der Geldverkehr nur auf die nationale Ebene beschränkt. Das bedeutet, dass keine einzige Kopeke das Land mit der Ausnahme von Republikflucht und Schwarzmarkt verlassen konnte.

### Formen des Eigentums
In der Sowjetunion gab es zwei grundlegende Formen des Eigentums; Individuelles Eigentum und Kollektives Eigentum (gemeinsames Eigentum, in der Praxis genossenschaftliches oder staatliches Eigentum). Diese unterschieden sich stark in ihrem Inhalt und dem rechtlichen Status. Gemäß kommunistischer Theorien konnte Kapital (Produktionsmittel), neben einigen unwesentlichen Ausnahmen, nicht individuell besessen werden. Nach dem Ende der kurzzeitigen Lockerung mit der Neuen Ökonomischen Politik (russisch: НЭП – Новая экономическая политика; NEP – Nowaja ekonomitscheskaja politika) durch Lenin wurde jegliches industrielle Eigentum sowie Bauland gemeines Eigentum des Volkes respektive Eigentum des Staates. Individuelles Eigentum konnte nur Persönliches Eigentum sein, das heißt Kapital (Produktionsmittel) war automatisch staatliches oder genossenschaftliches Eigentum.

### Landwirtschaft
Die landwirtschaftlich nutzbare Großregion in der Sowjetunion zwischen Sankt Petersburg, Odessa beziehungsweise Rostow am Don im Westen und Krasnojarsk im Osten wurde auch Agrardreieck genannt.
Die landwirtschaftlichen Betriebe wurden u. a. differenziert in
- Sowchosen, also landwirtschaftliche Großbetriebe des Staates und
- Kolchosen, also landwirtschaftliche Großbetriebe, die genossenschaftlich organisiert waren und dessen Bewirtschaftung durch das sozialistische Kollektiv der Mitglieder erfolgte.

### Malerei

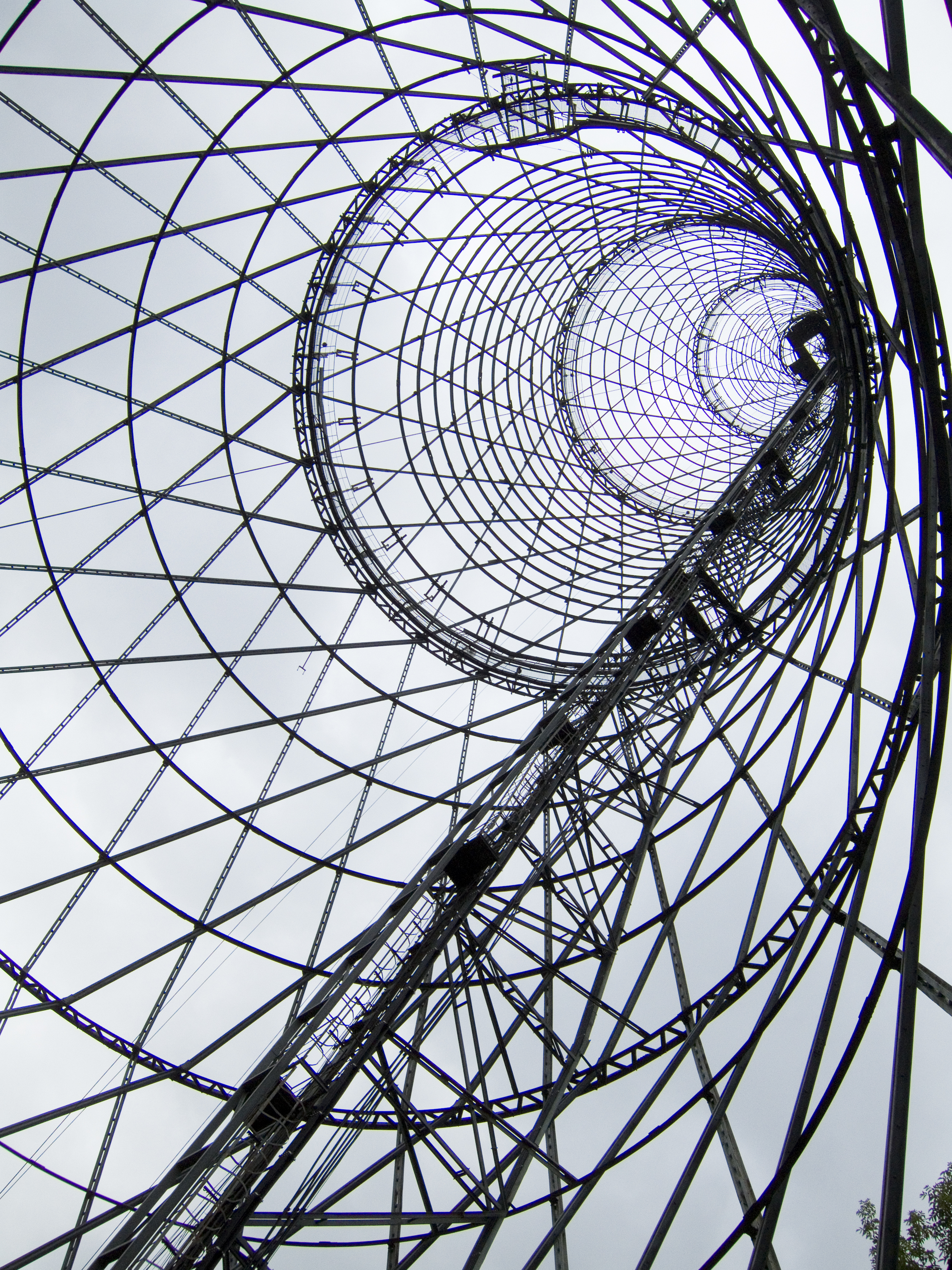
Schuchow-Radioturm, Moskau (1919–1921)

## Kultur und Gesellschaft

### Architektur
In der russisch-sowjetischen Kunst- und Architekturentwicklung war nach der Oktoberrevolution eine ausgesprochen avantgardistische Entwicklung zu verzeichnen. Der neue Stil begann sich bereits Anfang des 20. Jahrhunderts in der Wechselwirkung mit anderen Kunstrichtungen in Russland – wie in Europa – abzuzeichnen. Für die Stilerneuerung als Konstruktivisten oder Rationalisten stehen Architekten wie Moissei Ginsburg, Alexander Wesnin, Ilja Golosow oder Konstantin Melnikow. Es wurde aber in der Zeit von 1920 bis etwa 1933 viel entworfen, aber nur wenig davon realisiert. Zu verweisen ist auf die Gebäude der Iswestija in Moskau von Grigori Barchin (1927), das Narkomfin-Kommunehaus von Moissei Ginsburg (1928–1930), eine Großküche in Moskau von A. Meskow (1929), Haus der Technischen Lehre in Leningrad von Alexander Gegello und Dawid Kritschewski (1932), das Lenin-Mausoleum in Moskau von Alexei Wiktorowitsch Schtschussew, Klubhaus „Roter Putilow-Arbeiter“ in Leningrad von A. Nikolski (1926), eine Bank von W. Wesnin (1927), einen Radioturm von Wladimir Schuchow (1919–1921, Bild) und ein Kraftwerk von S. Grusenberg beide in Iwanowo-Wosnessensk und auf viele Wohnhäuser dieser Zeit. In den 1920er und 1930er Jahren waren auch ausländische Architekten aus ganz Europa, besonders aus Deutschland in der Sowjetunion, um Aufträge der Regierung zu verwirklichen. Dabei handelte es sich oft um große urbanistische Projekte.

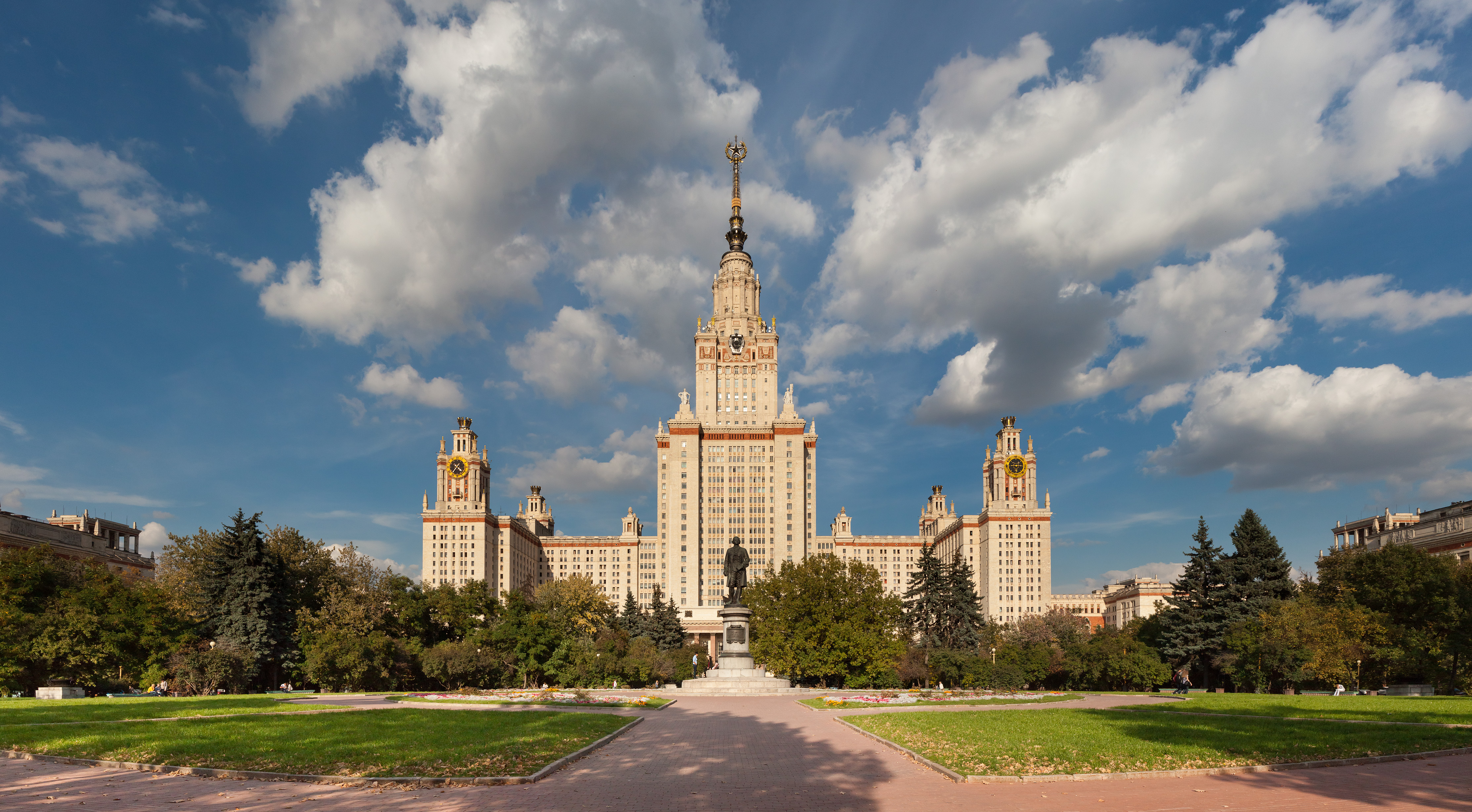
Lomonossow-Universität, Moskau (1947–1953)

Das nahende Ende der neuen Architektur zeigte sich schon 1932 am Ergebnis des Wettbewerbes für den nicht realisierten Palast der Sowjets. Traditionelle Bauformen setzen sich durch. Besonders durch die Ausweisung aller ausländischen Architekten 1937 ist das Ende der modernen Architektur in der Sowjetunion besiegelt. Konstruktivismus und Funktionalismus wurden als Kapitalistische Architektur bezeichnet. Eine „idealistische und utopische Architektur“ – so hieß es jetzt – „will die noch erforderlichen Etappen auf dem Weg zum Sozialismus überspringen und wirkte dadurch im politischen Sinne konterrevolutionär.“ Von nun an setzte man auf eine traditionelle Architektur, auf sehr prunkvolle Paläste und üppige Bauten. Der Sozialistische Klassizismus setzte sich als eine Stilrichtung durch, die bis 1955 in der Sowjetunion und in ihren Satellitenstaaten üblich waren.
Da sich nach dem Ende des Zweiten Weltkrieges ein starkes Bevölkerungswachstum abzeichnete, kam es bei den Arbeiterklassen rasch zu einer großen Wohnungsnot. Mit dem Beginn der Ära von Nikita Chruschtschow im September 1953 wurde in der ganzen Sowjetunion zu Sparmaßnahmen aufgerufen. Chruschtschow versammelte im Dezember 1954 die leitenden Architekten und Baufunktionäre der Sowjetunion zur „Allunionskonferenz der Bauschaffenden“ und ließ öffentlich die Entstalinisierung der Baukultur und die Abschaffung des „Konservatismus in der Architektur“ bekanntgegeben. Die Architektur schloss sich wieder der Moderne an und entwickelte eine sehr vielfältige Architektur. Beispiele hierfür sind das Verwaltungsgebäude des Ministeriums für Straßenbau, der Staatliche Kremlpalast, die Russische Akademie der Wissenschaften oder das Paläontologische Museum Moskau. Gleichzeitig entstanden im Wohnungsbau jedoch auch die allgemein als „Chruschtschowki“ (хрущёвки; Wohnblocks) bezeichneten Wohngebäude, welche im Stil von sogenannten „Chruschtschoby“ (хрущобы; Plattenbau-Siedlungen) angeordnet wurden. Dies kann jedoch nicht als rein sowjetisches Phänomen betrachtet werden.

#### Science-Fiction
In der Sowjetunion gab es eine eigene, reichhaltige Science-Fiction-Literatur. Anders als in den westlichen Ländern war dieses Genre in der Sowjetunion nie als Trivialliteratur verfemt. Die meisten Science-Fiction-Werke lieferten utopische Entwürfe für eine zukünftige Gesellschaft, wie zum Beispiel der Roman Andromedanebel, von Iwan Antonowitsch Jefremow aus dem Jahr 1957, der mit über 20 Millionen Exemplaren das wohl wichtigste und erfolgreichste Buch dieses Genres in der Sowjetunion war. Die Zukunftsentwürfe der sehr erfolgreichen Gebrüder Strugazki wurden im Lauf der Zeit immer düsterer und kritischer, manche ihrer Bücher durften nicht oder nur in gekürzter Form erscheinen. Die Science-Fiction-Literatur entwickelte sich rasch zu einer Art Sprachrohr für die Kritiker der sowjetischen Führung. Der georgische Regisseur Otar Ioselani führte im Jahr 1962 ein Gespräch mit Boris Barnet, der später Selbstmord verübte:
Er fragte mich: „Wer sind sie?“ Ich sagte: „Ein Regisseur.“ – „Ein sowjetischer“, korrigierte er. „Sie müssen immer sagen: ‚Ein sowjetischer Regisseur.‘ Das ist ein ganz besonderer Beruf.“ – „Wieso?“, fragte ich. „Weil Sie, wenn Sie jemals ehrlich werden sollten, was mich überraschen würde, das Wort ‚sowjetisch‘ weglassen können.“
Später wurden auch Science-Fiction-Filme gedreht, welche es zum Teil wagten, den sowjetischen Materialismus herauszufordern. So wird zum Beispiel 1972 in Andrei Tarkowskis Solaris, der Verfilmung des gleichnamigen Romans von Stanisław Lem, die Konfrontation von Raumfahrern mit einer absolut fremden Lebensform dargestellt, die für sie zur metaphysischen Reise in die Innenwelt ihrer eigenen Kultur wird und sie zur Selbsterkenntnis, Liebe und Geduld anhält. Auch der Film Stalker desselben Regisseurs ignoriert die Prämissen des sozialistischen Realismus. Erstaunlich ist an der Verwirklichung dieser Filme, dass sie alle in der Breschnew-Ära entstanden, in der sämtliche Formen der organisierten Religion stark eingeschränkt wurden.

### Wissenschaft

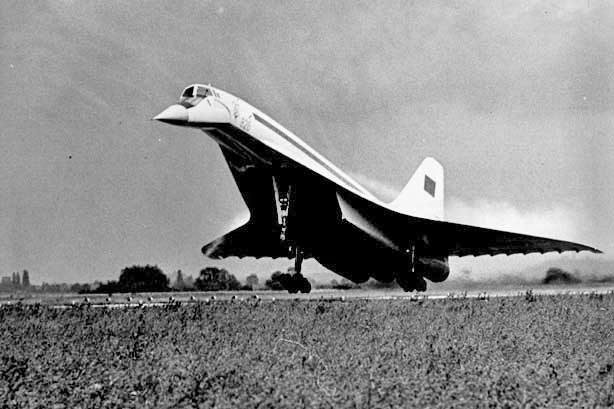
Sowjetisches Überschallpassagierflugzeug, Tupolew Tu-144

### Sport
Schon Lenin war begeistert von körperlichen Aktivitäten. Während seines Aufenthalts in der Schweiz war er ein begeisterter Wanderer, im Gefängnis machte er täglich seine körperbildenden Übungen nach Jørgen Peter Müller. Die Traditionen aus dem Russland vor dem Ersten Weltkrieg wurden in der jungen UdSSR fortgesetzt, nur dass Leibesübungen jetzt nicht mehr ein Privileg der Oberschicht war, sondern der gesamten Bevölkerung offen standen.
Der Sport, Breitensport als auch Spitzensport, wurde in der Sowjetunion intensiv durch den Staat gefördert. Dafür gab es eine extra eingerichtete Organisation innerhalb des Staates, deren Aufgabe es war, Nachwuchsarbeit zu betreiben und aussichtsreiche Talente aufzuspüren, die in Sportschulen weiter ausgebildet wurden.
Siehe auch: Fußballnationalmannschaft der UdSSR, Sowjetische Schachschule, Sowjetische Eishockeynationalmannschaft, Olympische Geschichte der Sowjetunion

### Nationalhymne
Von 1922 bis 1944 war Die Internationale die Nationalhymne der Sowjetunion. 1943 komponierte Alexander Wassiljewitsch Alexandrow eine eigens für die Sowjetunion bestimmte Hymne mit dem Text von Sergei Wladimirowitsch Michalkow. Diese wurde erstmals am 1. Januar 1944 der Öffentlichkeit präsentiert. Dreieinhalb Monate später, am 15. März 1944, wurde dieses Lied zur offiziellen Nationalhymne der Sowjetunion erklärt.
Die Hymne erfuhr 1977, als Folge der Entstalinisierung, ihre einzige Änderung, bei der unter anderem Stalins Name aus dem Text entfernt wurde. Zwischen 1955 (zwei Jahre nach Stalins Tod) und 1977 wurde die Hymne stets ohne Text interpretiert.
Nach dem Zusammenbruch der UdSSR warf das neue Russland das Sowjeterbe ab und gab sich eine neue Hymne. Da sich diese nie großer Beliebtheit erfreute, wurde im Jahr 2000 die alte Sowjethymne mit neuem Text wieder zur Nationalhymne Russlands.